# TEC Brabant wallon
 (janvier 2017).
Si vous disposez d'ouvrages ou d'articles de référence ou si vous connaissez des sites web de qualité traitant du thème abordé ici, merci de compléter l'article en donnant les références utiles à sa vérifiabilité et en les liant à la section « Notes et références ».
La Direction territoriale Brabant Wallon fait partie de l'Opérateur de Transport de Wallonie (ex-SRWT), qui est la société publique de transport de la Région wallonne en Belgique.
83 lignes d'autobus desservent son réseau.
Le 1er mars 2018, le gouvernement Wallon a voté la fusion des 6 sociétés actuelles (SRWT et 5 société d'exploitations) au sein d'une nouvelle structure unique, l'Opérateur de Transport de Wallonie (OTW). La marque commerciale TEC, reste cependant d'application.

## Historique
Créée le 1er janvier 1991, le TEC Brabant Wallon a repris les lignes SNCV du sud de l'ancienne province de Brabant, à la suite de la régionalisation des transports en 1989.
Le 1er janvier 2019, la société a disparu en tant que telle à la suite du décret du 28 mars 2018 prévoyant la fusion-absorption avec l'Opérateur de Transport de Wallonie devenant ainsi sa Direction Brabant Wallon.

## Chiffres clés (2023)
- Nombre de voyageurs transportés sur l'année : 11 027 376 voyageurs ;
- Parc : 332 véhicules, dont 216 autobus (régie) et 116 autobus (loueurs) ;
- Les autobus ont roulé 13 451 152 km ;
- Nombre de lignes : 83 ;
- Longueur d'axe des lignes (km) : 1474 ;
- Nombre d'arrêts d'autobus : 3444.

## Dépôts
Il y a 3 dépôts de la Direction territoriale du Brabant Wallon: Baulers, Chastre et Jodoigne.
La parc de véhicules du TEC Brabant Wallon (régie) se compose de 92 autobus standards, 82 autobus articulés, 26 autocars et 15 midibus.
| Matériel                    | Baulers              | Jodoigne             | Chastre              |
| --------------------------- | -------------------- | -------------------- | -------------------- |
| Mercedes-Benz Citaro II     |                      | 6420-6430, 6433-6438 | 6400-6419, 6431-6432 |
| Mercedes-Benz Citaro G II   |                      | 6212-6233            | 6210-6211            |
| Mercedes-Benz Citaro G C2   | 6235-6252, 6255-6292 | -                    | 6253-6254            |
| VanHool NewAG300            | 6293-6295, 6296-6297 |                      |                      |
| Volvo 7900A                 | 6298-6299            |                      |                      |
| Volvo 8900                  | 6314-6318            | -                    | -                    |
| Irisbus Agora S             | 6680-6692            | -                    | -                    |
| Irisbus Citelis 12          | 6693-6694            |                      |                      |
| Scania Omnicity             | 6695-6698            |                      |                      |
| Irizar I4 12M               | -                    | 6329-6332            | 6333-6338            |
| Irizar I4 15 M              | 6319-6321            | 6322-6327            | -                    |
| Volvo 7900 Hybrid           | 6757-6766            | 6758-6761            | 6762-6763            |
| Solaris Urbino 12 Hybrid IV | 6768-6778            | 6779-6781            |                      |
| Van Hool New A309           |                      | -                    | 6950-6953            |
| Van Hool New A330           | 6725-6756            | -                    | -                    |
| VDL Citea CLF120            | 6782-6786            |                      | 6787-6788            |

Il y a 4 exploitants privés du TEC dans le Brabant-Wallon.
- Naway Autobus SPRL
- Picavet & Cie SA (Keolis)
- Ets. Fr. Cardona & Deltenre SA (Keolis)
- Pullman Bus SPRL

## Lignes
Le réseau couvre toute la province du Brabant wallon avec des connexions avec Bruxelles, Gembloux, Fleurus, Hannut, Landen, Soignies et encore Louvain.
La ligne 11 a son itinéraire modifié et les fréquences sont augmentées depuis le 1er septembre 2017,,,,.
À partir du 1er octobre 2020 un redéploiement du réseau va être effectué. Dans un premier temps, seules les lignes express sont concernées. Les changements notables verront la disparition des concepts Rapido Bus et Conforto ainsi que les lignes WEL (Wallonia Express Lines) qui seront rassemblés dans une nouvelle offre commune de lignes Express  commençant toutes par la lettre E ce qui fait que la ligne E sera désormais numérotée 543.
Les lignes Express sont basées sur 5 critères:
- Rapidité
- Confort
- Fréquence
- Prix
- Identité

Les voyageurs par an sont calculées uniquement pour les lignes express qui ont au moins un an d'existence. Les voyageurs sont calculées par le nombre de titres achetés et validés sur le mois de mars de chaque année. Pour avoir les voyageurs par an il faut faire les voyageurs durant le mois de mars fois 12 pour avoir une idée des voyageurs par an (ce résultat n'est donc qu'une estimation). Les derniers résultats sont de mars 2023.

### Lignes Express
| Ligne | Caractéristiques                                                             | Caractéristiques                                         | Caractéristiques                                         | Caractéristiques                                         | Caractéristiques                                                                          | Caractéristiques                                         | Caractéristiques                                         | Caractéristiques                                         | Caractéristiques                                         |
| E1    | Jodoigne Gare d'Autobus ⥋ Ottignies Gare                                     | Jodoigne Gare d'Autobus ⥋ Ottignies Gare                 | Jodoigne Gare d'Autobus ⥋ Ottignies Gare                 | Jodoigne Gare d'Autobus ⥋ Ottignies Gare                 | Jodoigne Gare d'Autobus ⥋ Ottignies Gare                                                  | Jodoigne Gare d'Autobus ⥋ Ottignies Gare                 | Jodoigne Gare d'Autobus ⥋ Ottignies Gare                 | Jodoigne Gare d'Autobus ⥋ Ottignies Gare                 | Jodoigne Gare d'Autobus ⥋ Ottignies Gare                 |
| ----- | ---------------------------------------------------------------------------- | -------------------------------------------------------- | -------------------------------------------------------- | -------------------------------------------------------- | ----------------------------------------------------------------------------------------- | -------------------------------------------------------- | -------------------------------------------------------- | -------------------------------------------------------- | -------------------------------------------------------- |
| E1    | Ouverture / Fermeture 1/10/2020 / —                                          | Longueur 34,1 km                                         | Durée 45-47 min                                          | Nb. d’arrêts 19                                          | Matériel Irizar I4 15M                                                                    | Jours de fonctionnement L, Ma, Me, J, V, S               | Jour / Soir / Nuit / Fêtes O / O / N / O                 | Voy. / an 324 696                                        | Dépôt Jodoigne                                           |
| E1    | Desserte : Jodoigne - Louvain-la-Neuve - Ottignies                           |                                                          |                                                          |                                                          |                                                                                           |                                                          |                                                          |                                                          |                                                          |
| E1    | Autre : Numérotée ligne Rapido 1 jusqu'au 30/09/2020                         |                                                          |                                                          |                                                          |                                                                                           |                                                          |                                                          |                                                          |                                                          |
| E1    | Dernière actualisation : —                                                   |                                                          |                                                          |                                                          |                                                                                           |                                                          |                                                          |                                                          |                                                          |
| E2    | Tubize Gare ⥋ Nivelles Gare                                                  | Tubize Gare ⥋ Nivelles Gare                              | Tubize Gare ⥋ Nivelles Gare                              | Tubize Gare ⥋ Nivelles Gare                              | Tubize Gare ⥋ Nivelles Gare                                                               | Tubize Gare ⥋ Nivelles Gare                              | Tubize Gare ⥋ Nivelles Gare                              | Tubize Gare ⥋ Nivelles Gare                              | Tubize Gare ⥋ Nivelles Gare                              |
| E2    | Ouverture / Fermeture 1/10/2020 / —                                          | Longueur 19,7 km                                         | Durée 30 min                                             | Nb. d’arrêts 10-11                                       | Matériel Iveco Crossway                                                                   | Jours de fonctionnement L, Ma, Me, J, V                  | Jour / Soir / Nuit / Fêtes O / O / N / O                 | Voy. / an 51 708                                         | Dépôt Naway Autobus sprl                                 |
| E2    | Desserte : Nivelles - Braine-le-Château - Tubize                             |                                                          |                                                          |                                                          |                                                                                           |                                                          |                                                          |                                                          |                                                          |
| E2    | Autre : Numérotée ligne Rapido 2 jusqu'au 30/09/2020                         |                                                          |                                                          |                                                          |                                                                                           |                                                          |                                                          |                                                          |                                                          |
| E2    | Dernière actualisation : —                                                   |                                                          |                                                          |                                                          |                                                                                           |                                                          |                                                          |                                                          |                                                          |
| E3    | Braine-l'Alleud Gare ⥋ Louvain-la-Neuve Gare d'Autobus                       | Braine-l'Alleud Gare ⥋ Louvain-la-Neuve Gare d'Autobus   | Braine-l'Alleud Gare ⥋ Louvain-la-Neuve Gare d'Autobus   | Braine-l'Alleud Gare ⥋ Louvain-la-Neuve Gare d'Autobus   | Braine-l'Alleud Gare ⥋ Louvain-la-Neuve Gare d'Autobus                                    | Braine-l'Alleud Gare ⥋ Louvain-la-Neuve Gare d'Autobus   | Braine-l'Alleud Gare ⥋ Louvain-la-Neuve Gare d'Autobus   | Braine-l'Alleud Gare ⥋ Louvain-la-Neuve Gare d'Autobus   | Braine-l'Alleud Gare ⥋ Louvain-la-Neuve Gare d'Autobus   |
| E3    | Ouverture / Fermeture 1/10/2020 / —                                          | Longueur 27,9 km                                         | Durée 35 min                                             | Nb. d’arrêts 9-10                                        | Matériel Mercedes-Benz Intouro II                                                         | Jours de fonctionnement L, Ma, Me, J, V, S               | Jour / Soir / Nuit / Fêtes O / O / N / O                 | Voy. / an 167 700                                        | Dépôt Picavet & Cie S.A.                                 |
| E3    | Desserte : Braine-l'Alleud - Genappe - Louvain-la-Neuve                      |                                                          |                                                          |                                                          |                                                                                           |                                                          |                                                          |                                                          |                                                          |
| E3    | Autre : Numérotée ligne Rapido 3 jusqu'au 30/09/2020                         |                                                          |                                                          |                                                          |                                                                                           |                                                          |                                                          |                                                          |                                                          |
| E3    | Dernière actualisation : —                                                   |                                                          |                                                          |                                                          |                                                                                           |                                                          |                                                          |                                                          |                                                          |
| E4    | Nivelles Gare ⥋ Louvain-la-Neuve Gare d'Autobus                              | Nivelles Gare ⥋ Louvain-la-Neuve Gare d'Autobus          | Nivelles Gare ⥋ Louvain-la-Neuve Gare d'Autobus          | Nivelles Gare ⥋ Louvain-la-Neuve Gare d'Autobus          | Nivelles Gare ⥋ Louvain-la-Neuve Gare d'Autobus                                           | Nivelles Gare ⥋ Louvain-la-Neuve Gare d'Autobus          | Nivelles Gare ⥋ Louvain-la-Neuve Gare d'Autobus          | Nivelles Gare ⥋ Louvain-la-Neuve Gare d'Autobus          | Nivelles Gare ⥋ Louvain-la-Neuve Gare d'Autobus          |
| E4    | Ouverture / Fermeture 1/10/2020 / —                                          | Longueur 26,6 km                                         | Durée 30-35 min                                          | Nb. d’arrêts 7                                           | Matériel Irizar I4 15m Mercedes-Benz Citaro G C2 Volvo 8900                               | Jours de fonctionnement L, Ma, Me, J, V, S               | Jour / Soir / Nuit / Fêtes O / O / N / O                 | Voy. / an 236 844                                        | Dépôt Baulers                                            |
| E4    | Desserte : Nivelles - Genappe - Louvain-la-Neuve                             |                                                          |                                                          |                                                          |                                                                                           |                                                          |                                                          |                                                          |                                                          |
| E4    | Autre : Numérotée ligne Rapido 4 jusqu'au 30/09/2020                         |                                                          |                                                          |                                                          |                                                                                           |                                                          |                                                          |                                                          |                                                          |
| E4    | Dernière actualisation : —                                                   |                                                          |                                                          |                                                          |                                                                                           |                                                          |                                                          |                                                          |                                                          |
| E5    | Nivelles Zoning Nord ⥋ Namur Gare des bus                                    | Nivelles Zoning Nord ⥋ Namur Gare des bus                | Nivelles Zoning Nord ⥋ Namur Gare des bus                | Nivelles Zoning Nord ⥋ Namur Gare des bus                | Nivelles Zoning Nord ⥋ Namur Gare des bus                                                 | Nivelles Zoning Nord ⥋ Namur Gare des bus                | Nivelles Zoning Nord ⥋ Namur Gare des bus                | Nivelles Zoning Nord ⥋ Namur Gare des bus                | Nivelles Zoning Nord ⥋ Namur Gare des bus                |
| E5    | Ouverture / Fermeture 1er octobre 2020 / —                                   | Longueur 46,095 km                                       | Durée 65-70 min                                          | Nb. d’arrêts 15                                          | Matériel Mercedes-Benz O 633L Intouro L Mercedes-Benz O 550 Integro L II Irisbus Arway 15 | Jours de fonctionnement L, Ma, Me, J, V, S               | Jour / Soir / Nuit / Fêtes O / O / N / N                 | Voy. / an 143 316                                        | Dépôt Ets. Fr. Cardona et Deltenre S.A.                  |
| E5    | Desserte : Nivelles - Sombreffe - Namur                                      |                                                          |                                                          |                                                          |                                                                                           |                                                          |                                                          |                                                          |                                                          |
| E5    | Autre : • Ligne express. • Numérotée ligne WEL W05 jusqu'au 30/09/2020       |                                                          |                                                          |                                                          |                                                                                           |                                                          |                                                          |                                                          |                                                          |
| E5    | Dernière actualisation : —                                                   |                                                          |                                                          |                                                          |                                                                                           |                                                          |                                                          |                                                          |                                                          |
| E6    | Wavre Parc Artisanal ⥋ Gembloux Gare                                         | Wavre Parc Artisanal ⥋ Gembloux Gare                     | Wavre Parc Artisanal ⥋ Gembloux Gare                     | Wavre Parc Artisanal ⥋ Gembloux Gare                     | Wavre Parc Artisanal ⥋ Gembloux Gare                                                      | Wavre Parc Artisanal ⥋ Gembloux Gare                     | Wavre Parc Artisanal ⥋ Gembloux Gare                     | Wavre Parc Artisanal ⥋ Gembloux Gare                     | Wavre Parc Artisanal ⥋ Gembloux Gare                     |
| E6    | Ouverture / Fermeture 19 avril 2022 / —                                      | Longueur 30,5 km                                         | Durée 50 min                                             | Nb. d’arrêts 22                                          | Matériel Irizar 14L 14.99                                                                 | Jours de fonctionnement L, Ma, Me, J, V, S               | Jour / Soir / Nuit / Fêtes O / O / N / N                 | Voy. / an —                                              | Dépôt Chastre                                            |
| E6    | Desserte : Wavre - Louvain-la-Neuve - Gembloux                               |                                                          |                                                          |                                                          |                                                                                           |                                                          |                                                          |                                                          |                                                          |
| E6    | Autre :                                                                      |                                                          |                                                          |                                                          |                                                                                           |                                                          |                                                          |                                                          |                                                          |
| E6    | Dernière actualisation : —                                                   |                                                          |                                                          |                                                          |                                                                                           |                                                          |                                                          |                                                          |                                                          |
| E7    | Nivelles Gare ⥋ La Louvière SNCB Sud                                         | Nivelles Gare ⥋ La Louvière SNCB Sud                     | Nivelles Gare ⥋ La Louvière SNCB Sud                     | Nivelles Gare ⥋ La Louvière SNCB Sud                     | Nivelles Gare ⥋ La Louvière SNCB Sud                                                      | Nivelles Gare ⥋ La Louvière SNCB Sud                     | Nivelles Gare ⥋ La Louvière SNCB Sud                     | Nivelles Gare ⥋ La Louvière SNCB Sud                     | Nivelles Gare ⥋ La Louvière SNCB Sud                     |
| E7    | Ouverture / Fermeture 1er septembre 2021 / —                                 | Longueur 31,2 km                                         | Durée 38 min                                             | Nb. d’arrêts 5                                           | Matériel Irizar I4 15m Mercedes-Benz Citaro G C2 Volvo 8900                               | Jours de fonctionnement L, Ma, Me, J, V                  | Jour / Soir / Nuit / Fêtes O / O / N / N                 | Voy. / an 45 372                                         | Dépôt Baulers                                            |
| E7    | Desserte : Nivelles - La Louvière                                            |                                                          |                                                          |                                                          |                                                                                           |                                                          |                                                          |                                                          |                                                          |
| E7    | Autre :                                                                      |                                                          |                                                          |                                                          |                                                                                           |                                                          |                                                          |                                                          |                                                          |
| E7    | Dernière actualisation : —                                                   |                                                          |                                                          |                                                          |                                                                                           |                                                          |                                                          |                                                          |                                                          |
| E9    | Tubize Gare ⥋ Braine l'Alleud Gare                                           | Tubize Gare ⥋ Braine l'Alleud Gare                       | Tubize Gare ⥋ Braine l'Alleud Gare                       | Tubize Gare ⥋ Braine l'Alleud Gare                       | Tubize Gare ⥋ Braine l'Alleud Gare                                                        | Tubize Gare ⥋ Braine l'Alleud Gare                       | Tubize Gare ⥋ Braine l'Alleud Gare                       | Tubize Gare ⥋ Braine l'Alleud Gare                       | Tubize Gare ⥋ Braine l'Alleud Gare                       |
| E9    | Ouverture / Fermeture 1er septembre 2021 / —                                 | Longueur 18 km                                           | Durée 27 min                                             | Nb. d’arrêts 10                                          | Matériel Iveco Crossway                                                                   | Jours de fonctionnement L, Ma, Me, J, V                  | Jour / Soir / Nuit / Fêtes O / O / N / N                 | Voy. / an 473 136                                        | Dépôt Naway Autobus sprl                                 |
| E9    | Desserte : Braine l'Alleud - Braine le-Chateau - Tubize                      |                                                          |                                                          |                                                          |                                                                                           |                                                          |                                                          |                                                          |                                                          |
| E9    | Autre :                                                                      |                                                          |                                                          |                                                          |                                                                                           |                                                          |                                                          |                                                          |                                                          |
| E9    | Dernière actualisation : —                                                   |                                                          |                                                          |                                                          |                                                                                           |                                                          |                                                          |                                                          |                                                          |
| E11   | Ixelles Plaine ⥋ Louvain-la-Neuve Gare d'Autobus                             | Ixelles Plaine ⥋ Louvain-la-Neuve Gare d'Autobus         | Ixelles Plaine ⥋ Louvain-la-Neuve Gare d'Autobus         | Ixelles Plaine ⥋ Louvain-la-Neuve Gare d'Autobus         | Ixelles Plaine ⥋ Louvain-la-Neuve Gare d'Autobus                                          | Ixelles Plaine ⥋ Louvain-la-Neuve Gare d'Autobus         | Ixelles Plaine ⥋ Louvain-la-Neuve Gare d'Autobus         | Ixelles Plaine ⥋ Louvain-la-Neuve Gare d'Autobus         | Ixelles Plaine ⥋ Louvain-la-Neuve Gare d'Autobus         |
| E11   | Ouverture / Fermeture 1er octobre 2020 / —                                   | Longueur 29,5 km                                         | Durée 35 min                                             | Nb. d’arrêts 9                                           | Matériel Setra S419UL Irisbus Arway 15 Iveco Crossway LE                                  | Jours de fonctionnement L, Ma, Me, J, V                  | Jour / Soir / Nuit / Fêtes O / O / N / N                 | Voy. / an 634 272                                        | Dépôt Ets. Fr. Cardona et Deltenre S.A.                  |
| E11   | Desserte : Ixelles - Auderghem - Wavre - Louvain-la-Neuve                    |                                                          |                                                          |                                                          |                                                                                           |                                                          |                                                          |                                                          |                                                          |
| E11   | Autre : • Ligne express. • Numérotée ligne Conforto jusqu'au 30/09/2020.     |                                                          |                                                          |                                                          |                                                                                           |                                                          |                                                          |                                                          |                                                          |
| E11   | Dernière actualisation : —                                                   |                                                          |                                                          |                                                          |                                                                                           |                                                          |                                                          |                                                          |                                                          |
| E12   | Woluwe Métro Roodebeek ⥋ Louvain-la-Neuve Gare d'Autobus                     | Woluwe Métro Roodebeek ⥋ Louvain-la-Neuve Gare d'Autobus | Woluwe Métro Roodebeek ⥋ Louvain-la-Neuve Gare d'Autobus | Woluwe Métro Roodebeek ⥋ Louvain-la-Neuve Gare d'Autobus | Woluwe Métro Roodebeek ⥋ Louvain-la-Neuve Gare d'Autobus                                  | Woluwe Métro Roodebeek ⥋ Louvain-la-Neuve Gare d'Autobus | Woluwe Métro Roodebeek ⥋ Louvain-la-Neuve Gare d'Autobus | Woluwe Métro Roodebeek ⥋ Louvain-la-Neuve Gare d'Autobus | Woluwe Métro Roodebeek ⥋ Louvain-la-Neuve Gare d'Autobus |
| E12   | Ouverture / Fermeture 1er octobre 2020 / —                                   | Longueur 31,3 km                                         | Durée 40 min                                             | Nb. d’arrêts 10                                          | Matériel Setra S419UL Irisbus Arway 15 Iveco Crossway LE                                  | Jours de fonctionnement L, Ma, Me, J, V                  | Jour / Soir / Nuit / Fêtes O / O / N / N                 | Voy. / an 560 100                                        | Dépôt Ets. Fr. Cardona et Deltenre S.A.                  |
| E12   | Desserte : Louvain-la-Neuve - Wavre - Kraainem - Woluwe-Saint-Lambert        |                                                          |                                                          |                                                          |                                                                                           |                                                          |                                                          |                                                          |                                                          |
| E12   | Autre : • Ligne express. • Numérotée ligne Conforto Bis jusqu'au 30/09/2020. |                                                          |                                                          |                                                          |                                                                                           |                                                          |                                                          |                                                          |                                                          |
| E12   | Dernière actualisation : —                                                   |                                                          |                                                          |                                                          |                                                                                           |                                                          |                                                          |                                                          |                                                          |
| E13   | Wavre Parking Walibi ⥋ Auderghem Herrmann-Debroux                            | Wavre Parking Walibi ⥋ Auderghem Herrmann-Debroux        | Wavre Parking Walibi ⥋ Auderghem Herrmann-Debroux        | Wavre Parking Walibi ⥋ Auderghem Herrmann-Debroux        | Wavre Parking Walibi ⥋ Auderghem Herrmann-Debroux                                         | Wavre Parking Walibi ⥋ Auderghem Herrmann-Debroux        | Wavre Parking Walibi ⥋ Auderghem Herrmann-Debroux        | Wavre Parking Walibi ⥋ Auderghem Herrmann-Debroux        | Wavre Parking Walibi ⥋ Auderghem Herrmann-Debroux        |
| E13   | Ouverture / Fermeture 1er octobre 2020 / —                                   | Longueur 19,1 km                                         | Durée 24 min                                             | Nb. d’arrêts 2                                           | Matériel —                                                                                | Jours de fonctionnement L, Ma, Me, J, V                  | Jour / Soir / Nuit / Fêtes O / O / N / N                 | Voy. / an 33 396                                         | Dépôt Ets. Fr. Cardona et Deltenre S.A.                  |
| E13   | Desserte : Wavre - Auderghem                                                 |                                                          |                                                          |                                                          |                                                                                           |                                                          |                                                          |                                                          |                                                          |
| E13   | Autre : • Ligne express. • Numérotée ligne Conforto 3 jusqu'au 30/09/2020.   |                                                          |                                                          |                                                          |                                                                                           |                                                          |                                                          |                                                          |                                                          |
| E13   | Dernière actualisation : —                                                   |                                                          |                                                          |                                                          |                                                                                           |                                                          |                                                          |                                                          |                                                          |

### Lignes classiques
| Ligne | Caractéristiques | Caractéristiques                                             | Caractéristiques                                             | Caractéristiques                                             | Caractéristiques | Caractéristiques                                             | Caractéristiques                                             | Caractéristiques                                             | Caractéristiques                                             |
| W     | Braine-l'Alleud Gare ⥋ Bruxelles-Mdi                                                                                                   | Braine-l'Alleud Gare ⥋ Bruxelles-Mdi                         | Braine-l'Alleud Gare ⥋ Bruxelles-Mdi                         | Braine-l'Alleud Gare ⥋ Bruxelles-Mdi                         | Braine-l'Alleud Gare ⥋ Bruxelles-Mdi                                                                                  | Braine-l'Alleud Gare ⥋ Bruxelles-Mdi                         | Braine-l'Alleud Gare ⥋ Bruxelles-Mdi                         | Braine-l'Alleud Gare ⥋ Bruxelles-Mdi                         | Braine-l'Alleud Gare ⥋ Bruxelles-Mdi                         |
| ----- | --- | ------------------------------------------------------------ | ------------------------------------------------------------ | ------------------------------------------------------------ | --- | ------------------------------------------------------------ | ------------------------------------------------------------ | ------------------------------------------------------------ | ------------------------------------------------------------ |
| W     | Ouverture / Fermeture — / — | Longueur 22,6 km                                             | Durée 60 min                                                 | Nb. d’arrêts 45                                              | Matériel Mercedes-Benz Citaro G C2 VanHool newA330                                                                    | Jours de fonctionnement L, Ma, Me, J, V, S, D                | Jour / Soir / Nuit / Fêtes O / O / N / O                     | Voy. / an —                                                  | Dépôt Baulers                                                |
| W     | Desserte : Braine-l'Alleud - Waterloo - Rhôde-Saint-Genèse - Uccle - Ixelles- Saint-Gilles                                             |                                                              |                                                              |                                                              | |                                                              |                                                              |                                                              |                                                              |
| W     | Autre : |                                                              |                                                              |                                                              | |                                                              |                                                              |                                                              |                                                              |
| W     | Dernière actualisation : — |                                                              |                                                              |                                                              | |                                                              |                                                              |                                                              |                                                              |
| 5     | Tirlemont gare ⥋ Jodoigne Gare d'Autobus                                                                                               | Tirlemont gare ⥋ Jodoigne Gare d'Autobus                     | Tirlemont gare ⥋ Jodoigne Gare d'Autobus                     | Tirlemont gare ⥋ Jodoigne Gare d'Autobus                     | Tirlemont gare ⥋ Jodoigne Gare d'Autobus                                                                              | Tirlemont gare ⥋ Jodoigne Gare d'Autobus                     | Tirlemont gare ⥋ Jodoigne Gare d'Autobus                     | Tirlemont gare ⥋ Jodoigne Gare d'Autobus                     | Tirlemont gare ⥋ Jodoigne Gare d'Autobus                     |
| 5     | Ouverture / Fermeture 1/10/2020 / — | Longueur 12,4 km                                             | Durée 22 min                                                 | Nb. d’arrêts 16                                              | Matériel Irizar I4 12M                                                                                                | Jours de fonctionnement L, Ma, Me, J, V                      | Jour / Soir / Nuit / Fêtes O / O / N / N                     | Voy. / an —                                                  | Dépôt Jodoigne                                               |
| 5     | Desserte : Tirlemont - Jodoigne |                                                              |                                                              |                                                              | |                                                              |                                                              |                                                              |                                                              |
| 5     | Autre : Anciennement ligne Rapido 5 jusqu'au 1/10/2020                                                                                 |                                                              |                                                              |                                                              | |                                                              |                                                              |                                                              |                                                              |
| 5     | Dernière actualisation : — |                                                              |                                                              |                                                              | |                                                              |                                                              |                                                              |                                                              |
| 6     | Mille ⥋ Louvain-la-Neuve Gare d'Autobus                                                                                                | Mille ⥋ Louvain-la-Neuve Gare d'Autobus                      | Mille ⥋ Louvain-la-Neuve Gare d'Autobus                      | Mille ⥋ Louvain-la-Neuve Gare d'Autobus                      | Mille ⥋ Louvain-la-Neuve Gare d'Autobus                                                                               | Mille ⥋ Louvain-la-Neuve Gare d'Autobus                      | Mille ⥋ Louvain-la-Neuve Gare d'Autobus                      | Mille ⥋ Louvain-la-Neuve Gare d'Autobus                      | Mille ⥋ Louvain-la-Neuve Gare d'Autobus                      |
| 6     | Ouverture / Fermeture 1/10/2020 / — | Longueur —                                                   | Durée 45 min                                                 | Nb. d’arrêts 34                                              | Matériel Irizar I4 12M                                                                                                | Jours de fonctionnement L, Ma, Me, J, V                      | Jour / Soir / Nuit / Fêtes O / O / N / N                     | Voy. / an —                                                  | Dépôt Jodoigne                                               |
| 6     | Desserte : Mille - Grez-Doiceau - Louvain-la-Neuve                                                                                     |                                                              |                                                              |                                                              | |                                                              |                                                              |                                                              |                                                              |
| 6     | Autre : Anciennement ligne Rapido Bus 6 jusqu'au 1 octobre 2020                                                                        |                                                              |                                                              |                                                              | |                                                              |                                                              |                                                              |                                                              |
| 6     | Dernière actualisation : — |                                                              |                                                              |                                                              | |                                                              |                                                              |                                                              |                                                              |
| 10    | Navette de La Hulpe ⥋ ? | Navette de La Hulpe ⥋ ?                                      | Navette de La Hulpe ⥋ ?                                      | Navette de La Hulpe ⥋ ?                                      | Navette de La Hulpe ⥋ ?                                                                                               | Navette de La Hulpe ⥋ ?                                      | Navette de La Hulpe ⥋ ?                                      | Navette de La Hulpe ⥋ ?                                      | Navette de La Hulpe ⥋ ?                                      |
| 10    | Ouverture / Fermeture Novembre 1998 / —                                                                                                | Longueur —                                                   | Durée 20 min                                                 | Nb. d’arrêts 15                                              | Matériel — | Jours de fonctionnement L, Ma, Me, J, V                      | Jour / Soir / Nuit / Fêtes O / N / N / O                     | Voy. / an —                                                  | Dépôt —                                                      |
| 10    | Desserte : La Hulpe |                                                              |                                                              |                                                              | |                                                              |                                                              |                                                              |                                                              |
| 10    | Autre : Itinéraire modifié en Septembre 2018. Désormais la ligne fait halte au Parc d'Activité de Nysdam. Service Local.               |                                                              |                                                              |                                                              | |                                                              |                                                              |                                                              |                                                              |
| 10    | Dernière actualisation : — |                                                              |                                                              |                                                              | |                                                              |                                                              |                                                              |                                                              |
| 11    | Ottignies Gare ⥋ Louvain-la-Neuve Jean Pâques                                                                                          | Ottignies Gare ⥋ Louvain-la-Neuve Jean Pâques                | Ottignies Gare ⥋ Louvain-la-Neuve Jean Pâques                | Ottignies Gare ⥋ Louvain-la-Neuve Jean Pâques                | Ottignies Gare ⥋ Louvain-la-Neuve Jean Pâques                                                                         | Ottignies Gare ⥋ Louvain-la-Neuve Jean Pâques                | Ottignies Gare ⥋ Louvain-la-Neuve Jean Pâques                | Ottignies Gare ⥋ Louvain-la-Neuve Jean Pâques                | Ottignies Gare ⥋ Louvain-la-Neuve Jean Pâques                |
| 11    | Ouverture / Fermeture 2006 / — | Longueur 11,5 km                                             | Durée 20 min                                                 | Nb. d’arrêts 13                                              | Matériel — | Jours de fonctionnement L, Ma, Me, J, V                      | Jour / Soir / Nuit / Fêtes O / N / N / O                     | Voy. / an —                                                  | Dépôt Chastre                                                |
| 11    | Desserte : Ottignies - Louvain-la-Neuve - Parc Scientifique                                                                            |                                                              |                                                              |                                                              | |                                                              |                                                              |                                                              |                                                              |
| 11    | Autre : Nouvel itinéraire en Septembre 2017. Désormais le bus circule via l'Axis Parc de Mont-Saint-Guibert.                           |                                                              |                                                              |                                                              | |                                                              |                                                              |                                                              |                                                              |
| 11    | Dernière actualisation : — |                                                              |                                                              |                                                              | |                                                              |                                                              |                                                              |                                                              |
| 14    | Navette de Rixensart ⥋ ? | Navette de Rixensart ⥋ ?                                     | Navette de Rixensart ⥋ ?                                     | Navette de Rixensart ⥋ ?                                     | Navette de Rixensart ⥋ ?                                                                                              | Navette de Rixensart ⥋ ?                                     | Navette de Rixensart ⥋ ?                                     | Navette de Rixensart ⥋ ?                                     | Navette de Rixensart ⥋ ?                                     |
| 14    | Ouverture / Fermeture 2006 / — | Longueur —                                                   | Durée 18 min                                                 | Nb. d’arrêts 19                                              | Matériel — | Jours de fonctionnement L, Ma, Me, J, V                      | Jour / Soir / Nuit / Fêtes O / N / N / O                     | Voy. / an —                                                  | Dépôt Commune de Rixensart                                   |
| 14    | Desserte : Rixensart |                                                              |                                                              |                                                              | |                                                              |                                                              |                                                              |                                                              |
| 14    | Autre : Une boucle unidirectionnelle. Service local.                                                                                   |                                                              |                                                              |                                                              | |                                                              |                                                              |                                                              |                                                              |
| 14    | Dernière actualisation : — |                                                              |                                                              |                                                              | |                                                              |                                                              |                                                              |                                                              |
| 15    | Navette de Genval ⥋ ? | Navette de Genval ⥋ ?                                        | Navette de Genval ⥋ ?                                        | Navette de Genval ⥋ ?                                        | Navette de Genval ⥋ ?                                                                                                 | Navette de Genval ⥋ ?                                        | Navette de Genval ⥋ ?                                        | Navette de Genval ⥋ ?                                        | Navette de Genval ⥋ ?                                        |
| 15    | Ouverture / Fermeture 2006 / — | Longueur —                                                   | Durée 12 ou 14 min                                           | Nb. d’arrêts 11 ou 14                                        | Matériel — | Jours de fonctionnement L, Ma, Me, J, V                      | Jour / Soir / Nuit / Fêtes O / N / N / O                     | Voy. / an —                                                  | Dépôt Commune de Rixensart                                   |
| 15    | Desserte : — |                                                              |                                                              |                                                              | |                                                              |                                                              |                                                              |                                                              |
| 15    | Autre : Service local. Boucle unidirectionnelle de Genval. Boucle bidirectionnelle de Rosières.                                        |                                                              |                                                              |                                                              | |                                                              |                                                              |                                                              |                                                              |
| 15    | Dernière actualisation : — |                                                              |                                                              |                                                              | |                                                              |                                                              |                                                              |                                                              |
| 16    | Nivelles Gare ⥋ Zoning Sud | Nivelles Gare ⥋ Zoning Sud                                   | Nivelles Gare ⥋ Zoning Sud                                   | Nivelles Gare ⥋ Zoning Sud                                   | Nivelles Gare ⥋ Zoning Sud                                                                                            | Nivelles Gare ⥋ Zoning Sud                                   | Nivelles Gare ⥋ Zoning Sud                                   | Nivelles Gare ⥋ Zoning Sud                                   | Nivelles Gare ⥋ Zoning Sud                                   |
| 16    | Ouverture / Fermeture 2006 / — | Longueur 8,2 km                                              | Durée 15 min                                                 | Nb. d’arrêts 17                                              | Matériel Van Hool newA360H Mercedes-Benz Citaro LE C2                                                                 | Jours de fonctionnement L, Ma, Me, J, V                      | Jour / Soir / Nuit / Fêtes O / N / N / O                     | Voy. / an —                                                  | Dépôt Ets. Fr. Cardona et Deltenre S.A.                      |
| 16    | Desserte : Gare et Zoning Sud de Nivelles                                                                                              |                                                              |                                                              |                                                              | |                                                              |                                                              |                                                              |                                                              |
| 16    | Autre : Service pour les travailleurs.                                                                                                 |                                                              |                                                              |                                                              | |                                                              |                                                              |                                                              |                                                              |
| 16    | Dernière actualisation : — |                                                              |                                                              |                                                              | |                                                              |                                                              |                                                              |                                                              |
| 17    | Ottignies ⥋ Petit-Ry | Ottignies ⥋ Petit-Ry                                         | Ottignies ⥋ Petit-Ry                                         | Ottignies ⥋ Petit-Ry                                         | Ottignies ⥋ Petit-Ry                                                                                                  | Ottignies ⥋ Petit-Ry                                         | Ottignies ⥋ Petit-Ry                                         | Ottignies ⥋ Petit-Ry                                         | Ottignies ⥋ Petit-Ry                                         |
| 17    | Ouverture / Fermeture 2003 / — | Longueur 8,4 km                                              | Durée 20-25 min                                              | Nb. d’arrêts 22                                              | Matériel VanHool newA330                                                                                              | Jours de fonctionnement L, Ma, Me, J, V, S                   | Jour / Soir / Nuit / Fêtes O / O / N / O                     | Voy. / an —                                                  | Dépôt Baulers                                                |
| 17    | Desserte : Ottignies - Limelette- Petit-Ry                                                                                             |                                                              |                                                              |                                                              | |                                                              |                                                              |                                                              |                                                              |
| 17    | Autre : Une boucle unidirectionnelles. Ex Ligne 18 : Ottignies - Limelette - Petit-Ry.                                                 |                                                              |                                                              |                                                              | |                                                              |                                                              |                                                              |                                                              |
| 17    | Dernière actualisation : — |                                                              |                                                              |                                                              | |                                                              |                                                              |                                                              |                                                              |
| 18    | Leuven Station ⥋ Jodoigne Gare d'Autobus                                                                                               | Leuven Station ⥋ Jodoigne Gare d'Autobus                     | Leuven Station ⥋ Jodoigne Gare d'Autobus                     | Leuven Station ⥋ Jodoigne Gare d'Autobus                     | Leuven Station ⥋ Jodoigne Gare d'Autobus                                                                              | Leuven Station ⥋ Jodoigne Gare d'Autobus                     | Leuven Station ⥋ Jodoigne Gare d'Autobus                     | Leuven Station ⥋ Jodoigne Gare d'Autobus                     | Leuven Station ⥋ Jodoigne Gare d'Autobus                     |
| 18    | Ouverture / Fermeture — / — | Longueur 33,3 km                                             | Durée 55-65 min                                              | Nb. d’arrêts 54                                              | Matériel Mercedes-Benz Citaro II Mercedes-Benz Citaro G II Volvo 7900 Hybrid                                          | Jours de fonctionnement L, Ma, Me, J, V, S, D                | Jour / Soir / Nuit / Fêtes O / O / N / O                     | Voy. / an —                                                  | Dépôt Jodoigne                                               |
| 18    | Desserte : Louvain - Hamme-Mille - Beauvechain - Jodoigne                                                                              |                                                              |                                                              |                                                              | |                                                              |                                                              |                                                              |                                                              |
| 18    | Autre : Desserte alternative vers L'Ecluse, Lathuy, Saint-Rémy-Geest et Zétrud-Lumay.                                                  |                                                              |                                                              |                                                              | |                                                              |                                                              |                                                              |                                                              |
| 18    | Dernière actualisation : — |                                                              |                                                              |                                                              | |                                                              |                                                              |                                                              |                                                              |
| 19    | Nivelles Gare ⥋ Ottignies Gare | Nivelles Gare ⥋ Ottignies Gare                               | Nivelles Gare ⥋ Ottignies Gare                               | Nivelles Gare ⥋ Ottignies Gare                               | Nivelles Gare ⥋ Ottignies Gare                                                                                        | Nivelles Gare ⥋ Ottignies Gare                               | Nivelles Gare ⥋ Ottignies Gare                               | Nivelles Gare ⥋ Ottignies Gare                               | Nivelles Gare ⥋ Ottignies Gare                               |
| 19    | Ouverture / Fermeture — / — | Longueur 22,1 km                                             | Durée 40-45 min                                              | Nb. d’arrêts 39                                              | Matériel Mercedes-Benz Citaro G C2 VanHool newA330 Irisbus Agora S                                                    | Jours de fonctionnement L, Ma, Me, J, V, S, D                | Jour / Soir / Nuit / Fêtes O / O / N / O                     | Voy. / an —                                                  | Dépôt Baulers                                                |
| 19    | Desserte : Nivelles - Genappe - Ottignies                                                                                              |                                                              |                                                              |                                                              | |                                                              |                                                              |                                                              |                                                              |
| 19    | Autre : Desserte alternative vers Glabais.                                                                                             |                                                              |                                                              |                                                              | |                                                              |                                                              |                                                              |                                                              |
| 19    | Dernière actualisation : — |                                                              |                                                              |                                                              | |                                                              |                                                              |                                                              |                                                              |
| 20    | Wavre Gare ⥋ Ottignies Gare | Wavre Gare ⥋ Ottignies Gare                                  | Wavre Gare ⥋ Ottignies Gare                                  | Wavre Gare ⥋ Ottignies Gare                                  | Wavre Gare ⥋ Ottignies Gare                                                                                           | Wavre Gare ⥋ Ottignies Gare                                  | Wavre Gare ⥋ Ottignies Gare                                  | Wavre Gare ⥋ Ottignies Gare                                  | Wavre Gare ⥋ Ottignies Gare                                  |
| 20    | Ouverture / Fermeture — / — | Longueur 13,6 km                                             | Durée 34 min                                                 | Nb. d’arrêts 22                                              | Matériel Mercedes Citaro II Van Hool New A330 Mercedes Citaro G Mercedes Citaro G C2                                  | Jours de fonctionnement L, Ma, Me, J, V, S, D                | Jour / Soir / Nuit / Fêtes O / O / N / O                     | Voy. / an —                                                  | Dépôt Chastre Baulers                                        |
| 20    | Desserte : Wavre - Louvain-la-Neuve - Ottignies                                                                                        |                                                              |                                                              |                                                              | |                                                              |                                                              |                                                              |                                                              |
| 20    | Autre : |                                                              |                                                              |                                                              | |                                                              |                                                              |                                                              |                                                              |
| 20    | Dernière actualisation : — |                                                              |                                                              |                                                              | |                                                              |                                                              |                                                              |                                                              |
| 21    | Louvain-la-Neuve Gare d'Autobus ⥋ Dion-Valmont Cité de Bonly                                                                           | Louvain-la-Neuve Gare d'Autobus ⥋ Dion-Valmont Cité de Bonly | Louvain-la-Neuve Gare d'Autobus ⥋ Dion-Valmont Cité de Bonly | Louvain-la-Neuve Gare d'Autobus ⥋ Dion-Valmont Cité de Bonly | Louvain-la-Neuve Gare d'Autobus ⥋ Dion-Valmont Cité de Bonly                                                          | Louvain-la-Neuve Gare d'Autobus ⥋ Dion-Valmont Cité de Bonly | Louvain-la-Neuve Gare d'Autobus ⥋ Dion-Valmont Cité de Bonly | Louvain-la-Neuve Gare d'Autobus ⥋ Dion-Valmont Cité de Bonly | Louvain-la-Neuve Gare d'Autobus ⥋ Dion-Valmont Cité de Bonly |
| 21    | Ouverture / Fermeture 1996 / — | Longueur 6,7 km                                              | Durée 12 min                                                 | Nb. d’arrêts 10                                              | Matériel Mercedes Citaro II                                                                                           | Jours de fonctionnement L, Ma, Me, J, V                      | Jour / Soir / Nuit / Fêtes O / N / N / O                     | Voy. / an —                                                  | Dépôt Chastre                                                |
| 21    | Desserte : Louvain-la-Neuve - Dion-le-Mont                                                                                             |                                                              |                                                              |                                                              | |                                                              |                                                              |                                                              |                                                              |
| 21    | Autre : Circuit scolaire vers l'arrêt Ottignies Pont du Pape                                                                           |                                                              |                                                              |                                                              | |                                                              |                                                              |                                                              |                                                              |
| 21    | Dernière actualisation : — |                                                              |                                                              |                                                              | |                                                              |                                                              |                                                              |                                                              |
| 22    | Wavre Gare ⥋ Ottignies Gare | Wavre Gare ⥋ Ottignies Gare                                  | Wavre Gare ⥋ Ottignies Gare                                  | Wavre Gare ⥋ Ottignies Gare                                  | Wavre Gare ⥋ Ottignies Gare                                                                                           | Wavre Gare ⥋ Ottignies Gare                                  | Wavre Gare ⥋ Ottignies Gare                                  | Wavre Gare ⥋ Ottignies Gare                                  | Wavre Gare ⥋ Ottignies Gare                                  |
| 22    | Ouverture / Fermeture 1998 / — | Longueur 5,9 km                                              | Durée 12 min                                                 | Nb. d’arrêts 12                                              | Matériel MAN A21 Iveco Crossway LE Mercedes-Benz Citaro C2                                                            | Jours de fonctionnement L, Ma, Me, J, V, S                   | Jour / Soir / Nuit / Fêtes O / O / N / N                     | Voy. / an —                                                  | Dépôt Pullman Bus sprl Chastre Jodoigne                      |
| 22    | Desserte : Wavre Zoning- Nord - Wavre Gare - Ottignies                                                                                 |                                                              |                                                              |                                                              | |                                                              |                                                              |                                                              |                                                              |
| 22    | Autre : Ancien Rapido Bus. En heures de pointe, circule jusqu'au Zoning Nord de Wavre                                                  |                                                              |                                                              |                                                              | |                                                              |                                                              |                                                              |                                                              |
| 22    | Dernière actualisation : — |                                                              |                                                              |                                                              | |                                                              |                                                              |                                                              |                                                              |
| 23    | Wavre Gare ⥋ Jodoigne Gare d'Autobus                                                                                                   | Wavre Gare ⥋ Jodoigne Gare d'Autobus                         | Wavre Gare ⥋ Jodoigne Gare d'Autobus                         | Wavre Gare ⥋ Jodoigne Gare d'Autobus                         | Wavre Gare ⥋ Jodoigne Gare d'Autobus                                                                                  | Wavre Gare ⥋ Jodoigne Gare d'Autobus                         | Wavre Gare ⥋ Jodoigne Gare d'Autobus                         | Wavre Gare ⥋ Jodoigne Gare d'Autobus                         | Wavre Gare ⥋ Jodoigne Gare d'Autobus                         |
| 23    | Ouverture / Fermeture — / — | Longueur —                                                   | Durée 50-55 min                                              | Nb. d’arrêts 45                                              | Matériel Mercedes-Benz Citaro II Mercedes-Benz Citaro G II Volvo 7900 Hybrid                                          | Jours de fonctionnement L, Ma, Me, J, V, S, D                | Jour / Soir / Nuit / Fêtes O / O / N / O                     | Voy. / an —                                                  | Dépôt Jodoigne                                               |
| 23    | Desserte : Wavre - Gastuche - Grez-Doiceau - Incourt - Jodoigne                                                                        |                                                              |                                                              |                                                              | |                                                              |                                                              |                                                              |                                                              |
| 23    | Autre : Dessertes alternatives via Biez, Piétrebais et Roux-Miroir.                                                                    |                                                              |                                                              |                                                              | |                                                              |                                                              |                                                              |                                                              |
| 23    | Dernière actualisation : — |                                                              |                                                              |                                                              | |                                                              |                                                              |                                                              |                                                              |
| 24    | Wavre Gare ⥋ Chastre Dépôt | Wavre Gare ⥋ Chastre Dépôt                                   | Wavre Gare ⥋ Chastre Dépôt                                   | Wavre Gare ⥋ Chastre Dépôt                                   | Wavre Gare ⥋ Chastre Dépôt                                                                                            | Wavre Gare ⥋ Chastre Dépôt                                   | Wavre Gare ⥋ Chastre Dépôt                                   | Wavre Gare ⥋ Chastre Dépôt                                   | Wavre Gare ⥋ Chastre Dépôt                                   |
| 24    | Ouverture / Fermeture — / — | Longueur —                                                   | Durée 65-70 min                                              | Nb. d’arrêts 60                                              | Matériel Mercedes-Benz Citaro II Mercedes-Benz Citaro G II Volvo 7900 Hybrid                                          | Jours de fonctionnement L, Ma, Me, J, V                      | Jour / Soir / Nuit / Fêtes O / N / N / N                     | Voy. / an —                                                  | Dépôt Chastre                                                |
| 24    | Desserte : Wavre - Corbais - Nil-Saint-Vincent-Saint-Martin - Chastre                                                                  |                                                              |                                                              |                                                              | |                                                              |                                                              |                                                              |                                                              |
| 24    | Autre : |                                                              |                                                              |                                                              | |                                                              |                                                              |                                                              |                                                              |
| 24    | Dernière actualisation : — |                                                              |                                                              |                                                              | |                                                              |                                                              |                                                              |                                                              |
| 25    | Jodoigne Gare d'Autobus ⥋ Gembloux Gare                                                                                                | Jodoigne Gare d'Autobus ⥋ Gembloux Gare                      | Jodoigne Gare d'Autobus ⥋ Gembloux Gare                      | Jodoigne Gare d'Autobus ⥋ Gembloux Gare                      | Jodoigne Gare d'Autobus ⥋ Gembloux Gare                                                                               | Jodoigne Gare d'Autobus ⥋ Gembloux Gare                      | Jodoigne Gare d'Autobus ⥋ Gembloux Gare                      | Jodoigne Gare d'Autobus ⥋ Gembloux Gare                      | Jodoigne Gare d'Autobus ⥋ Gembloux Gare                      |
| 25    | Ouverture / Fermeture — / — | Longueur —                                                   | Durée 60-70 min                                              | Nb. d’arrêts 54                                              | Matériel — | Jours de fonctionnement L, Ma, Me, J, V, S                   | Jour / Soir / Nuit / Fêtes O / O / N / N                     | Voy. / an —                                                  | Dépôt Jodoigne                                               |
| 25    | Desserte : Jodoigne - Chaumont-Gistoux - Walhain - Gembloux                                                                            |                                                              |                                                              |                                                              | |                                                              |                                                              |                                                              |                                                              |
| 25    | Autre : Dessertes alternatives via Glimes, Perwez, Walhain-Saint-Paul, Chastre, Ernage et Grand-Manil.                                 |                                                              |                                                              |                                                              | |                                                              |                                                              |                                                              |                                                              |
| 25    | Dernière actualisation : — |                                                              |                                                              |                                                              | |                                                              |                                                              |                                                              |                                                              |
| 26    | Jodoigne Gare d'Autobus ⥋ Ezemaal Station                                                                                              | Jodoigne Gare d'Autobus ⥋ Ezemaal Station                    | Jodoigne Gare d'Autobus ⥋ Ezemaal Station                    | Jodoigne Gare d'Autobus ⥋ Ezemaal Station                    | Jodoigne Gare d'Autobus ⥋ Ezemaal Station                                                                             | Jodoigne Gare d'Autobus ⥋ Ezemaal Station                    | Jodoigne Gare d'Autobus ⥋ Ezemaal Station                    | Jodoigne Gare d'Autobus ⥋ Ezemaal Station                    | Jodoigne Gare d'Autobus ⥋ Ezemaal Station                    |
| 26    | Ouverture / Fermeture — / — | Longueur —                                                   | Durée 20-50 min                                              | Nb. d’arrêts 24                                              | Matériel Mercedes-Benz Citaro II Mercedes-Benz Citaro G II Volvo 7900 Hybrid                                          | Jours de fonctionnement L, Ma, Me, J, V, S                   | Jour / Soir / Nuit / Fêtes O / O / N / N                     | Voy. / an —                                                  | Dépôt Jodoigne                                               |
| 26    | Desserte : Jodoigne - Hélécine - Ezemaal                                                                                               |                                                              |                                                              |                                                              | |                                                              |                                                              |                                                              |                                                              |
| 26    | Autre : Dessertes alternatives via Saint-Jean-Geest, Enines, Orp-Jauche, Lincent et Landen.                                            |                                                              |                                                              |                                                              | |                                                              |                                                              |                                                              |                                                              |
| 26    | Dernière actualisation : — |                                                              |                                                              |                                                              | |                                                              |                                                              |                                                              |                                                              |
| 27    | Gembloux Gare ⥋ Chastre Dépôt | Gembloux Gare ⥋ Chastre Dépôt                                | Gembloux Gare ⥋ Chastre Dépôt                                | Gembloux Gare ⥋ Chastre Dépôt                                | Gembloux Gare ⥋ Chastre Dépôt                                                                                         | Gembloux Gare ⥋ Chastre Dépôt                                | Gembloux Gare ⥋ Chastre Dépôt                                | Gembloux Gare ⥋ Chastre Dépôt                                | Gembloux Gare ⥋ Chastre Dépôt                                |
| 27    | Ouverture / Fermeture — / — | Longueur —                                                   | Durée 33 min                                                 | Nb. d’arrêts 38                                              | Matériel Mercedes-Benz Citaro II Mercedes-Benz Citaro G II Volvo 7900 Hybrid                                          | Jours de fonctionnement L, Ma, Me, J, V                      | Jour / Soir / Nuit / Fêtes O / O / N / N                     | Voy. / an —                                                  | Dépôt Chastre                                                |
| 27    | Desserte : Gembloux - Saint-Géry - Chastre                                                                                             |                                                              |                                                              |                                                              | |                                                              |                                                              |                                                              |                                                              |
| 27    | Autre : Dessertes alternatives via Corsal.                                                                                             |                                                              |                                                              |                                                              | |                                                              |                                                              |                                                              |                                                              |
| 27    | Dernière actualisation : — |                                                              |                                                              |                                                              | |                                                              |                                                              |                                                              |                                                              |
| 28    | Genappe Gare ⥋ Ottignies Gare | Genappe Gare ⥋ Ottignies Gare                                | Genappe Gare ⥋ Ottignies Gare                                | Genappe Gare ⥋ Ottignies Gare                                | Genappe Gare ⥋ Ottignies Gare                                                                                         | Genappe Gare ⥋ Ottignies Gare                                | Genappe Gare ⥋ Ottignies Gare                                | Genappe Gare ⥋ Ottignies Gare                                | Genappe Gare ⥋ Ottignies Gare                                |
| 28    | Ouverture / Fermeture — / — | Longueur —                                                   | Durée 43 min                                                 | Nb. d’arrêts 38                                              | Matériel Mercedes CItaro II                                                                                           | Jours de fonctionnement L, Ma, Me, J, V, S                   | Jour / Soir / Nuit / Fêtes O / O / N / O                     | Voy. / an —                                                  | Dépôt Chastre                                                |
| 28    | Desserte : Genappe - Tangissart - Ottignies                                                                                            |                                                              |                                                              |                                                              | |                                                              |                                                              |                                                              |                                                              |
| 28    | Autre : Service de marché le mardi vers Marbais et Mellery.                                                                            |                                                              |                                                              |                                                              | |                                                              |                                                              |                                                              |                                                              |
| 28    | Dernière actualisation : — |                                                              |                                                              |                                                              | |                                                              |                                                              |                                                              |                                                              |
| 29    | Maransart Maison Communale ⥋ Ottignies Gare                                                                                            | Maransart Maison Communale ⥋ Ottignies Gare                  | Maransart Maison Communale ⥋ Ottignies Gare                  | Maransart Maison Communale ⥋ Ottignies Gare                  | Maransart Maison Communale ⥋ Ottignies Gare                                                                           | Maransart Maison Communale ⥋ Ottignies Gare                  | Maransart Maison Communale ⥋ Ottignies Gare                  | Maransart Maison Communale ⥋ Ottignies Gare                  | Maransart Maison Communale ⥋ Ottignies Gare                  |
| 29    | Ouverture / Fermeture 2003 / — | Longueur —                                                   | Durée 28 min                                                 | Nb. d’arrêts 22                                              | Matériel Mercedes-Benz Citaro II Mercedes-Benz Citaro G II Volvo 7900 Hybrid                                          | Jours de fonctionnement L, Ma, Me, J, V                      | Jour / Soir / Nuit / Fêtes O / O / N / N                     | Voy. / an —                                                  | Dépôt Chastre                                                |
| 29    | Desserte : Ottignies - Ceroux-Mousty - Lasne                                                                                           |                                                              |                                                              |                                                              | |                                                              |                                                              |                                                              |                                                              |
| 29    | Autre : Portait anciennement le numéro 28.                                                                                             |                                                              |                                                              |                                                              | |                                                              |                                                              |                                                              |                                                              |
| 29    | Dernière actualisation : — |                                                              |                                                              |                                                              | |                                                              |                                                              |                                                              |                                                              |
| 30    | Nil-Saint-Vincent Pierreux ⥋ Ottignies Gare                                                                                            | Nil-Saint-Vincent Pierreux ⥋ Ottignies Gare                  | Nil-Saint-Vincent Pierreux ⥋ Ottignies Gare                  | Nil-Saint-Vincent Pierreux ⥋ Ottignies Gare                  | Nil-Saint-Vincent Pierreux ⥋ Ottignies Gare                                                                           | Nil-Saint-Vincent Pierreux ⥋ Ottignies Gare                  | Nil-Saint-Vincent Pierreux ⥋ Ottignies Gare                  | Nil-Saint-Vincent Pierreux ⥋ Ottignies Gare                  | Nil-Saint-Vincent Pierreux ⥋ Ottignies Gare                  |
| 30    | Ouverture / Fermeture — / — | Longueur —                                                   | Durée 70 min                                                 | Nb. d’arrêts 55                                              | Matériel Mercedes-Benz Citaro II Mercedes-Benz Citaro G II Volvo 7900 Hybrid                                          | Jours de fonctionnement L, Ma, Me, J, V                      | Jour / Soir / Nuit / Fêtes O / N / N / N                     | Voy. / an —                                                  | Dépôt Chastre                                                |
| 30    | Desserte : Ottignies - Court-Saint-Etienne - Mont-Saint-Guibert - Chastre - Nil-Saint-Vincent                                          |                                                              |                                                              |                                                              | |                                                              |                                                              |                                                              |                                                              |
| 30    | Autre : Service de marché le mardi. Circule uniquement en période scolaire.                                                            |                                                              |                                                              |                                                              | |                                                              |                                                              |                                                              |                                                              |
| 30    | Dernière actualisation : — |                                                              |                                                              |                                                              | |                                                              |                                                              |                                                              |                                                              |
| 31    | Ottignies Gare ⥋ Louvain-la-Neuve Place de l'Equerre                                                                                   | Ottignies Gare ⥋ Louvain-la-Neuve Place de l'Equerre         | Ottignies Gare ⥋ Louvain-la-Neuve Place de l'Equerre         | Ottignies Gare ⥋ Louvain-la-Neuve Place de l'Equerre         | Ottignies Gare ⥋ Louvain-la-Neuve Place de l'Equerre                                                                  | Ottignies Gare ⥋ Louvain-la-Neuve Place de l'Equerre         | Ottignies Gare ⥋ Louvain-la-Neuve Place de l'Equerre         | Ottignies Gare ⥋ Louvain-la-Neuve Place de l'Equerre         | Ottignies Gare ⥋ Louvain-la-Neuve Place de l'Equerre         |
| 31    | Ouverture / Fermeture 2008 / — | Longueur 9,4 km                                              | Durée 25 min                                                 | Nb. d’arrêts 18                                              | Matériel Mercedes-Benz Citaro II Volvo 7900 Hybrid                                                                    | Jours de fonctionnement L, Ma, Me, J, V, S, D                | Jour / Soir / Nuit / Fêtes O / O / N / O                     | Voy. / an —                                                  | Dépôt Chastre                                                |
| 31    | Desserte : Ottignies-Louvain-la-Neuve                                                                                                  |                                                              |                                                              |                                                              | |                                                              |                                                              |                                                              |                                                              |
| 31    | Autre : Faisait partie de la ligne 20 avant 2008.                                                                                      |                                                              |                                                              |                                                              | |                                                              |                                                              |                                                              |                                                              |
| 31    | Dernière actualisation : — |                                                              |                                                              |                                                              | |                                                              |                                                              |                                                              |                                                              |
| 32    | Hamme-Mille Gare d'Autobus ⥋ Wavre Gare                                                                                                | Hamme-Mille Gare d'Autobus ⥋ Wavre Gare                      | Hamme-Mille Gare d'Autobus ⥋ Wavre Gare                      | Hamme-Mille Gare d'Autobus ⥋ Wavre Gare                      | Hamme-Mille Gare d'Autobus ⥋ Wavre Gare                                                                               | Hamme-Mille Gare d'Autobus ⥋ Wavre Gare                      | Hamme-Mille Gare d'Autobus ⥋ Wavre Gare                      | Hamme-Mille Gare d'Autobus ⥋ Wavre Gare                      | Hamme-Mille Gare d'Autobus ⥋ Wavre Gare                      |
| 32    | Ouverture / Fermeture 2008 / — | Longueur —                                                   | Durée 25-30 min                                              | Nb. d’arrêts 23                                              | Matériel Mercedes-Benz Citaro II Mercedes-Benz Citaro G II Volvo 7900 Hybrid                                          | Jours de fonctionnement L, Ma, Me, J, V, S                   | Jour / Soir / Nuit / Fêtes O / O / N / N                     | Voy. / an —                                                  | Dépôt Jodoigne                                               |
| 32    | Desserte : Wavre - Grez-Doiceau - Hamme-Mille                                                                                          |                                                              |                                                              |                                                              | |                                                              |                                                              |                                                              |                                                              |
| 32    | Autre : Dessertes alternatives via Bossut-Gottechain et vers Nethen. Faisait partie de la ligne 23 avant 2008.                         |                                                              |                                                              |                                                              | |                                                              |                                                              |                                                              |                                                              |
| 32    | Dernière actualisation : — |                                                              |                                                              |                                                              | |                                                              |                                                              |                                                              |                                                              |
| 33    | Eghezée Centre ⥋ Ottignies Gare | Eghezée Centre ⥋ Ottignies Gare                              | Eghezée Centre ⥋ Ottignies Gare                              | Eghezée Centre ⥋ Ottignies Gare                              | Eghezée Centre ⥋ Ottignies Gare                                                                                       | Eghezée Centre ⥋ Ottignies Gare                              | Eghezée Centre ⥋ Ottignies Gare                              | Eghezée Centre ⥋ Ottignies Gare                              | Eghezée Centre ⥋ Ottignies Gare                              |
| 33    | Ouverture / Fermeture Septembre 2005 / —                                                                                               | Longueur —                                                   | Durée 50 min                                                 | Nb. d’arrêts 44                                              | Matériel MAN A21 Iveco Crossway LE Mercedes-Benz Citaro C2                                                            | Jours de fonctionnement L, Ma, Me, J, V, S                   | Jour / Soir / Nuit / Fêtes O / O / N / N                     | Voy. / an —                                                  | Dépôt Pullman Bus sprl                                       |
| 33    | Desserte : Eghezée - Perwez - Chaumont-Gistoux - Louvain-la-Neuve - Ottignies                                                          |                                                              |                                                              |                                                              | |                                                              |                                                              |                                                              |                                                              |
| 33    | Autre : |                                                              |                                                              |                                                              | |                                                              |                                                              |                                                              |                                                              |
| 33    | Dernière actualisation : — |                                                              |                                                              |                                                              | |                                                              |                                                              |                                                              |                                                              |
| 34    | Louvain-la-Neuve Gare d'Autobus ⥋ Chastre Dépôt                                                                                        | Louvain-la-Neuve Gare d'Autobus ⥋ Chastre Dépôt              | Louvain-la-Neuve Gare d'Autobus ⥋ Chastre Dépôt              | Louvain-la-Neuve Gare d'Autobus ⥋ Chastre Dépôt              | Louvain-la-Neuve Gare d'Autobus ⥋ Chastre Dépôt                                                                       | Louvain-la-Neuve Gare d'Autobus ⥋ Chastre Dépôt              | Louvain-la-Neuve Gare d'Autobus ⥋ Chastre Dépôt              | Louvain-la-Neuve Gare d'Autobus ⥋ Chastre Dépôt              | Louvain-la-Neuve Gare d'Autobus ⥋ Chastre Dépôt              |
| 34    | Ouverture / Fermeture Septembre 2007 / —                                                                                               | Longueur —                                                   | Durée 45 min                                                 | Nb. d’arrêts 47                                              | Matériel Mercedes-Benz Citaro II Mercedes-Benz Citaro G II Volvo 7900 Hybrid                                          | Jours de fonctionnement L, Ma, Me, J, V, S                   | Jour / Soir / Nuit / Fêtes O / O / N / N                     | Voy. / an —                                                  | Dépôt Chastre                                                |
| 34    | Desserte : Louvain-la-Neuve - Mont-Saint-Guibert - Walhain - Chastre                                                                   |                                                              |                                                              |                                                              | |                                                              |                                                              |                                                              |                                                              |
| 34    | Autre : |                                                              |                                                              |                                                              | |                                                              |                                                              |                                                              |                                                              |
| 34    | Dernière actualisation : — |                                                              |                                                              |                                                              | |                                                              |                                                              |                                                              |                                                              |
| 35    | Jodoigne Athénée Royal ⥋ Grez-Doiceau Ancienne Station                                                                                 | Jodoigne Athénée Royal ⥋ Grez-Doiceau Ancienne Station       | Jodoigne Athénée Royal ⥋ Grez-Doiceau Ancienne Station       | Jodoigne Athénée Royal ⥋ Grez-Doiceau Ancienne Station       | Jodoigne Athénée Royal ⥋ Grez-Doiceau Ancienne Station                                                                | Jodoigne Athénée Royal ⥋ Grez-Doiceau Ancienne Station       | Jodoigne Athénée Royal ⥋ Grez-Doiceau Ancienne Station       | Jodoigne Athénée Royal ⥋ Grez-Doiceau Ancienne Station       | Jodoigne Athénée Royal ⥋ Grez-Doiceau Ancienne Station       |
| 35    | Ouverture / Fermeture 2008 / — | Longueur —                                                   | Durée 35 min                                                 | Nb. d’arrêts 27                                              | Matériel Mercedes-Benz Citaro II Mercedes-Benz Citaro G II Volvo 7900 Hybrid                                          | Jours de fonctionnement L, Ma, Me, J, V                      | Jour / Soir / Nuit / Fêtes O / N / N / N                     | Voy. / an —                                                  | Dépôt Jodoigne                                               |
| 35    | Desserte : Grez-Doiceau - Jodoigne |                                                              |                                                              |                                                              | |                                                              |                                                              |                                                              |                                                              |
| 35    | Autre : Service scolaire. Avant 2010, cette ligne circulait jusqu'à Leuven de manière régulière.                                       |                                                              |                                                              |                                                              | |                                                              |                                                              |                                                              |                                                              |
| 35    | Dernière actualisation : — |                                                              |                                                              |                                                              | |                                                              |                                                              |                                                              |                                                              |
| 36    | Braine-L'Alleud Gare ⥋ Wavre Gare | Braine-L'Alleud Gare ⥋ Wavre Gare                            | Braine-L'Alleud Gare ⥋ Wavre Gare                            | Braine-L'Alleud Gare ⥋ Wavre Gare                            | Braine-L'Alleud Gare ⥋ Wavre Gare                                                                                     | Braine-L'Alleud Gare ⥋ Wavre Gare                            | Braine-L'Alleud Gare ⥋ Wavre Gare                            | Braine-L'Alleud Gare ⥋ Wavre Gare                            | Braine-L'Alleud Gare ⥋ Wavre Gare                            |
| 36    | Ouverture / Fermeture 2004 / — | Longueur 26 km                                               | Durée 50 min                                                 | Nb. d’arrêts 48                                              | Matériel Mercedes-Benz Citaro G C2 VanHool newA330 Irisbus Agora S                                                    | Jours de fonctionnement L, Ma, Me, J, V, S, D                | Jour / Soir / Nuit / Fêtes O / O / N / O                     | Voy. / an —                                                  | Dépôt Baulers                                                |
| 36    | Desserte : Braine-L'Alleud - Lasne - Wavre                                                                                             |                                                              |                                                              |                                                              | |                                                              |                                                              |                                                              |                                                              |
| 36    | Autre : Ancien tracé de la ligne W entre Braine-l'Alleud et Wavre converti en ligne 36.                                                |                                                              |                                                              |                                                              | |                                                              |                                                              |                                                              |                                                              |
| 36    | Dernière actualisation : — |                                                              |                                                              |                                                              | |                                                              |                                                              |                                                              |                                                              |
| 37    | Wavre Gare ⥋ Bierges Verseau | Wavre Gare ⥋ Bierges Verseau                                 | Wavre Gare ⥋ Bierges Verseau                                 | Wavre Gare ⥋ Bierges Verseau                                 | Wavre Gare ⥋ Bierges Verseau                                                                                          | Wavre Gare ⥋ Bierges Verseau                                 | Wavre Gare ⥋ Bierges Verseau                                 | Wavre Gare ⥋ Bierges Verseau                                 | Wavre Gare ⥋ Bierges Verseau                                 |
| 37    | Ouverture / Fermeture 2004 / — | Longueur —                                                   | Durée 5 min                                                  | Nb. d’arrêts 3                                               | Matériel — | Jours de fonctionnement L, Ma, Me, J, V                      | Jour / Soir / Nuit / Fêtes O / N / N / N                     | Voy. / an —                                                  | Dépôt Jodoigne                                               |
| 37    | Desserte : Wavre - Bierges |                                                              |                                                              |                                                              | |                                                              |                                                              |                                                              |                                                              |
| 37    | Autre : Service scolaire. |                                                              |                                                              |                                                              | |                                                              |                                                              |                                                              |                                                              |
| 37    | Dernière actualisation : — |                                                              |                                                              |                                                              | |                                                              |                                                              |                                                              |                                                              |
| 38    | Rosières Eglise ⥋ Wavre Basse-Wavre | Rosières Eglise ⥋ Wavre Basse-Wavre                          | Rosières Eglise ⥋ Wavre Basse-Wavre                          | Rosières Eglise ⥋ Wavre Basse-Wavre                          | Rosières Eglise ⥋ Wavre Basse-Wavre                                                                                   | Rosières Eglise ⥋ Wavre Basse-Wavre                          | Rosières Eglise ⥋ Wavre Basse-Wavre                          | Rosières Eglise ⥋ Wavre Basse-Wavre                          | Rosières Eglise ⥋ Wavre Basse-Wavre                          |
| 38    | Ouverture / Fermeture Septembre 2005 / —                                                                                               | Longueur —                                                   | Durée 50 min                                                 | Nb. d’arrêts 23                                              | Matériel — | Jours de fonctionnement L, Ma, Me, J, V                      | Jour / Soir / Nuit / Fêtes O / N / N / N                     | Voy. / an —                                                  | Dépôt —                                                      |
| 38    | Desserte : Rosières - Genval - Wavre - Basse-Wavre                                                                                     |                                                              |                                                              |                                                              | |                                                              |                                                              |                                                              |                                                              |
| 38    | Autre : Service scolaire. |                                                              |                                                              |                                                              | |                                                              |                                                              |                                                              |                                                              |
| 38    | Dernière actualisation : — |                                                              |                                                              |                                                              | |                                                              |                                                              |                                                              |                                                              |
| 39    | Waterloo Place de la Gare ⥋ Louvain-la-Neuve Gare d'Autobus                                                                            | Waterloo Place de la Gare ⥋ Louvain-la-Neuve Gare d'Autobus  | Waterloo Place de la Gare ⥋ Louvain-la-Neuve Gare d'Autobus  | Waterloo Place de la Gare ⥋ Louvain-la-Neuve Gare d'Autobus  | Waterloo Place de la Gare ⥋ Louvain-la-Neuve Gare d'Autobus                                                           | Waterloo Place de la Gare ⥋ Louvain-la-Neuve Gare d'Autobus  | Waterloo Place de la Gare ⥋ Louvain-la-Neuve Gare d'Autobus  | Waterloo Place de la Gare ⥋ Louvain-la-Neuve Gare d'Autobus  | Waterloo Place de la Gare ⥋ Louvain-la-Neuve Gare d'Autobus  |
| 39    | Ouverture / Fermeture 11 mars 2019 / —                                                                                                 | Longueur 34 km                                               | Durée 60-75 min                                              | Nb. d’arrêts 41                                              | Matériel Mercedes-Benz Citaro G C2 VanHool newA330 Irisbus Agora S Mercedes-Benz Citaro LE Mercedes-Benz Citaro LE C2 | Jours de fonctionnement L, Ma, Me, J, V                      | Jour / Soir / Nuit / Fêtes O / O / N / N                     | Voy. / an —                                                  | Dépôt Baulers Picavet & Cie S.A.                             |
| 39    | Desserte : Waterloo - Braine-l'Alleud - Ottignies - Louvain-la-Neuve                                                                   |                                                              |                                                              |                                                              | |                                                              |                                                              |                                                              |                                                              |
| 39    | Autre : Ancien Rapido Bus 3 |                                                              |                                                              |                                                              | |                                                              |                                                              |                                                              |                                                              |
| 39    | Dernière actualisation : — |                                                              |                                                              |                                                              | |                                                              |                                                              |                                                              |                                                              |
| 40    | Braine-L'Alleud Gare ⥋ Uccle Calevoet                                                                                                  | Braine-L'Alleud Gare ⥋ Uccle Calevoet                        | Braine-L'Alleud Gare ⥋ Uccle Calevoet                        | Braine-L'Alleud Gare ⥋ Uccle Calevoet                        | Braine-L'Alleud Gare ⥋ Uccle Calevoet                                                                                 | Braine-L'Alleud Gare ⥋ Uccle Calevoet                        | Braine-L'Alleud Gare ⥋ Uccle Calevoet                        | Braine-L'Alleud Gare ⥋ Uccle Calevoet                        | Braine-L'Alleud Gare ⥋ Uccle Calevoet                        |
| 40    | Ouverture / Fermeture 2008 / — | Longueur 14,7 km                                             | Durée 27 min                                                 | Nb. d’arrêts 28                                              | Matériel Mercedes-Benz Citaro G C2 VanHool newA330                                                                    | Jours de fonctionnement L, Ma, Me, J, V                      | Jour / Soir / Nuit / Fêtes O / O / N / N                     | Voy. / an —                                                  | Dépôt Baulers                                                |
| 40    | Desserte : Braine-L'Alleud - Alsemberg - Uccle                                                                                         |                                                              |                                                              |                                                              | |                                                              |                                                              |                                                              |                                                              |
| 40    | Autre : Ancienne ligne UH/ |                                                              |                                                              |                                                              | |                                                              |                                                              |                                                              |                                                              |
| 40    | Dernière actualisation : — |                                                              |                                                              |                                                              | |                                                              |                                                              |                                                              |                                                              |
| 43    | Tubize Bloc Scolaire ⥋ Fauquez Portique                                                                                                | Tubize Bloc Scolaire ⥋ Fauquez Portique                      | Tubize Bloc Scolaire ⥋ Fauquez Portique                      | Tubize Bloc Scolaire ⥋ Fauquez Portique                      | Tubize Bloc Scolaire ⥋ Fauquez Portique                                                                               | Tubize Bloc Scolaire ⥋ Fauquez Portique                      | Tubize Bloc Scolaire ⥋ Fauquez Portique                      | Tubize Bloc Scolaire ⥋ Fauquez Portique                      | Tubize Bloc Scolaire ⥋ Fauquez Portique                      |
| 43    | Ouverture / Fermeture 14 Décembre 2014 / —                                                                                             | Longueur —                                                   | Durée —                                                      | Nb. d’arrêts —                                               | Matériel — | Jours de fonctionnement L, Ma, Me, J, V, S, D                | Jour / Soir / Nuit / Fêtes O / O / N / O                     | Voy. / an —                                                  | Dépôt Naway Autobus sprl                                     |
| 43    | Desserte : Tubize - Clabecq - Ittre |                                                              |                                                              |                                                              | |                                                              |                                                              |                                                              |                                                              |
| 43    | Autre : Ancienne ligne 474. |                                                              |                                                              |                                                              | |                                                              |                                                              |                                                              |                                                              |
| 43    | Dernière actualisation : — |                                                              |                                                              |                                                              | |                                                              |                                                              |                                                              |                                                              |
| 47    | Tubize Bloc Scolaire ⥋ Virginal Chapelle Jonas                                                                                         | Tubize Bloc Scolaire ⥋ Virginal Chapelle Jonas               | Tubize Bloc Scolaire ⥋ Virginal Chapelle Jonas               | Tubize Bloc Scolaire ⥋ Virginal Chapelle Jonas               | Tubize Bloc Scolaire ⥋ Virginal Chapelle Jonas                                                                        | Tubize Bloc Scolaire ⥋ Virginal Chapelle Jonas               | Tubize Bloc Scolaire ⥋ Virginal Chapelle Jonas               | Tubize Bloc Scolaire ⥋ Virginal Chapelle Jonas               | Tubize Bloc Scolaire ⥋ Virginal Chapelle Jonas               |
| 47    | Ouverture / Fermeture 14 Décembre 2014 / —                                                                                             | Longueur —                                                   | Durée —                                                      | Nb. d’arrêts —                                               | Matériel — | Jours de fonctionnement L, Ma, Me, J, V, S                   | Jour / Soir / Nuit / Fêtes O / O / N / N                     | Voy. / an —                                                  | Dépôt Naway Autobus sprl                                     |
| 47    | Desserte : Tubize - Oisquercq - Virginal                                                                                               |                                                              |                                                              |                                                              | |                                                              |                                                              |                                                              |                                                              |
| 47    | Autre : |                                                              |                                                              |                                                              | |                                                              |                                                              |                                                              |                                                              |
| 47    | Dernière actualisation : — |                                                              |                                                              |                                                              | |                                                              |                                                              |                                                              |                                                              |
| 51    | Villers-la-Ville Abbaye ⥋ Louvain-la-Neuve Gare d'Autobus                                                                              | Villers-la-Ville Abbaye ⥋ Louvain-la-Neuve Gare d'Autobus    | Villers-la-Ville Abbaye ⥋ Louvain-la-Neuve Gare d'Autobus    | Villers-la-Ville Abbaye ⥋ Louvain-la-Neuve Gare d'Autobus    | Villers-la-Ville Abbaye ⥋ Louvain-la-Neuve Gare d'Autobus                                                             | Villers-la-Ville Abbaye ⥋ Louvain-la-Neuve Gare d'Autobus    | Villers-la-Ville Abbaye ⥋ Louvain-la-Neuve Gare d'Autobus    | Villers-la-Ville Abbaye ⥋ Louvain-la-Neuve Gare d'Autobus    | Villers-la-Ville Abbaye ⥋ Louvain-la-Neuve Gare d'Autobus    |
| 51    | Ouverture / Fermeture 1 Octobre 2020 / —                                                                                               | Longueur —                                                   | Durée 29 à 51 min                                            | Nb. d’arrêts 39                                              | Matériel Mercedes-Benz Citaro II Mercedes-Benz Citaro G II Volvo 7900 Hybrid                                          | Jours de fonctionnement L, Ma, Me, J, V, S                   | Jour / Soir / Nuit / Fêtes O / O / N / N                     | Voy. / an —                                                  | Dépôt Chastre                                                |
| 51    | Desserte : Villers-la-Ville - Tilly -Saint-Géry - Mont-Saint-Guibert - Louvain-la-Neuve                                                |                                                              |                                                              |                                                              | |                                                              |                                                              |                                                              |                                                              |
| 51    | Autre : |                                                              |                                                              |                                                              | |                                                              |                                                              |                                                              |                                                              |
| 51    | Dernière actualisation : — |                                                              |                                                              |                                                              | |                                                              |                                                              |                                                              |                                                              |
| 52    | Gembloux Gare ⥋ Louvain-la-Neuve Gare d'Autobus                                                                                        | Gembloux Gare ⥋ Louvain-la-Neuve Gare d'Autobus              | Gembloux Gare ⥋ Louvain-la-Neuve Gare d'Autobus              | Gembloux Gare ⥋ Louvain-la-Neuve Gare d'Autobus              | Gembloux Gare ⥋ Louvain-la-Neuve Gare d'Autobus                                                                       | Gembloux Gare ⥋ Louvain-la-Neuve Gare d'Autobus              | Gembloux Gare ⥋ Louvain-la-Neuve Gare d'Autobus              | Gembloux Gare ⥋ Louvain-la-Neuve Gare d'Autobus              | Gembloux Gare ⥋ Louvain-la-Neuve Gare d'Autobus              |
| 52    | Ouverture / Fermeture 1 Octobre 2020 / —                                                                                               | Longueur —                                                   | Durée 15 à 33 min                                            | Nb. d’arrêts 27                                              | Matériel Mercedes-Benz Citaro II Mercedes-Benz Citaro G II Volvo 7900 Hybrid                                          | Jours de fonctionnement L, Ma, Me, J, V, S                   | Jour / Soir / Nuit / Fêtes O / O / N / N                     | Voy. / an —                                                  | Dépôt Chastre Jodoigne                                       |
| 52    | Desserte : Gembloux - Chastre -Blanmont - Corbais - Louvain-la-Neuve                                                                   |                                                              |                                                              |                                                              | |                                                              |                                                              |                                                              |                                                              |
| 52    | Autre : |                                                              |                                                              |                                                              | |                                                              |                                                              |                                                              |                                                              |
| 52    | Dernière actualisation : — |                                                              |                                                              |                                                              | |                                                              |                                                              |                                                              |                                                              |
| 57    | Braine-L'Alleud Gare ⥋ La Hulpe Gare                                                                                                   | Braine-L'Alleud Gare ⥋ La Hulpe Gare                         | Braine-L'Alleud Gare ⥋ La Hulpe Gare                         | Braine-L'Alleud Gare ⥋ La Hulpe Gare                         | Braine-L'Alleud Gare ⥋ La Hulpe Gare                                                                                  | Braine-L'Alleud Gare ⥋ La Hulpe Gare                         | Braine-L'Alleud Gare ⥋ La Hulpe Gare                         | Braine-L'Alleud Gare ⥋ La Hulpe Gare                         | Braine-L'Alleud Gare ⥋ La Hulpe Gare                         |
| 57    | Ouverture / Fermeture 14 Décembre 2014 / —                                                                                             | Longueur —                                                   | Durée —                                                      | Nb. d’arrêts —                                               | Matériel Mercedes-Benz Citaro LE Mercedes-Benz Citaro LE C2 VanHool NewA330                                           | Jours de fonctionnement L, Ma, Me, J, V                      | Jour / Soir / Nuit / Fêtes O / O / N / N                     | Voy. / an —                                                  | Dépôt Picavet & Cie S.A.                                     |
| 57    | Desserte : Braine-L'Alleud - La Hulpe                                                                                                  |                                                              |                                                              |                                                              | |                                                              |                                                              |                                                              |                                                              |
| 57    | Autre : Ancienne ligne 558. |                                                              |                                                              |                                                              | |                                                              |                                                              |                                                              |                                                              |
| 57    | Dernière actualisation : — |                                                              |                                                              |                                                              | |                                                              |                                                              |                                                              |                                                              |
| 58    | Braine-L'Alleud Gare ⥋ Genval Gare | Braine-L'Alleud Gare ⥋ Genval Gare                           | Braine-L'Alleud Gare ⥋ Genval Gare                           | Braine-L'Alleud Gare ⥋ Genval Gare                           | Braine-L'Alleud Gare ⥋ Genval Gare                                                                                    | Braine-L'Alleud Gare ⥋ Genval Gare                           | Braine-L'Alleud Gare ⥋ Genval Gare                           | Braine-L'Alleud Gare ⥋ Genval Gare                           | Braine-L'Alleud Gare ⥋ Genval Gare                           |
| 58    | Ouverture / Fermeture 14 Décembre 2014 / —                                                                                             | Longueur —                                                   | Durée —                                                      | Nb. d’arrêts —                                               | Matériel Mercedes-Benz Citaro LE Mercedes-Benz Citaro LE C2 VanHool NewA330                                           | Jours de fonctionnement L, Ma, Me, J, V                      | Jour / Soir / Nuit / Fêtes O / O / N / N                     | Voy. / an —                                                  | Dépôt Picavet & Cie S.A.                                     |
| 58    | Desserte : Braine-L'Alleud - Ohain - Genval                                                                                            |                                                              |                                                              |                                                              | |                                                              |                                                              |                                                              |                                                              |
| 58    | Autre : Dessertes alternatives via Rixensart. Ancienne ligne 558.                                                                      |                                                              |                                                              |                                                              | |                                                              |                                                              |                                                              |                                                              |
| 58    | Dernière actualisation : — |                                                              |                                                              |                                                              | |                                                              |                                                              |                                                              |                                                              |
| 62    | Nivelles gare ⥋ Tubize gare | Nivelles gare ⥋ Tubize gare                                  | Nivelles gare ⥋ Tubize gare                                  | Nivelles gare ⥋ Tubize gare                                  | Nivelles gare ⥋ Tubize gare                                                                                           | Nivelles gare ⥋ Tubize gare                                  | Nivelles gare ⥋ Tubize gare                                  | Nivelles gare ⥋ Tubize gare                                  | Nivelles gare ⥋ Tubize gare                                  |
| 62    | Ouverture / Fermeture — / — | Longueur 19,6 km                                             | Durée 35 - 45 min                                            | Nb. d’arrêts 37                                              | Matériel — | Jours de fonctionnement L, Ma, Me, J, V                      | Jour / Soir / Nuit / Fêtes O / N / N / N                     | Voy. / an —                                                  | Dépôt Baulers                                                |
| 62    | Desserte : Nivelles - Tubize |                                                              |                                                              |                                                              | |                                                              |                                                              |                                                              |                                                              |
| 62    | Autre : |                                                              |                                                              |                                                              | |                                                              |                                                              |                                                              |                                                              |
| 62    | Dernière actualisation : — |                                                              |                                                              |                                                              | |                                                              |                                                              |                                                              |                                                              |
| 63    | Nivelles Gare ⥋ Braine-le-Comte Gare                                                                                                   | Nivelles Gare ⥋ Braine-le-Comte Gare                         | Nivelles Gare ⥋ Braine-le-Comte Gare                         | Nivelles Gare ⥋ Braine-le-Comte Gare                         | Nivelles Gare ⥋ Braine-le-Comte Gare                                                                                  | Nivelles Gare ⥋ Braine-le-Comte Gare                         | Nivelles Gare ⥋ Braine-le-Comte Gare                         | Nivelles Gare ⥋ Braine-le-Comte Gare                         | Nivelles Gare ⥋ Braine-le-Comte Gare                         |
| 63    | Ouverture / Fermeture 2003 / — | Longueur 18 km                                               | Durée 39 min                                                 | Nb. d’arrêts 36                                              | Matériel Mercedes-Benz Citaro G C2 VanHool newA330                                                                    | Jours de fonctionnement L, Ma, Me, J, V, S                   | Jour / Soir / Nuit / Fêtes O / O / N / O                     | Voy. / an —                                                  | Dépôt Baulers                                                |
| 63    | Desserte : Nivelles - Ronquières - Braine-le-Comte                                                                                     |                                                              |                                                              |                                                              | |                                                              |                                                              |                                                              |                                                              |
| 63    | Autre : Numérotée 65 avant 2003 |                                                              |                                                              |                                                              | |                                                              |                                                              |                                                              |                                                              |
| 63    | Dernière actualisation : — |                                                              |                                                              |                                                              | |                                                              |                                                              |                                                              |                                                              |
| 65    | Braine-L'Alleud Gare ⥋ Braine-le-Comte Gare                                                                                            | Braine-L'Alleud Gare ⥋ Braine-le-Comte Gare                  | Braine-L'Alleud Gare ⥋ Braine-le-Comte Gare                  | Braine-L'Alleud Gare ⥋ Braine-le-Comte Gare                  | Braine-L'Alleud Gare ⥋ Braine-le-Comte Gare                                                                           | Braine-L'Alleud Gare ⥋ Braine-le-Comte Gare                  | Braine-L'Alleud Gare ⥋ Braine-le-Comte Gare                  | Braine-L'Alleud Gare ⥋ Braine-le-Comte Gare                  | Braine-L'Alleud Gare ⥋ Braine-le-Comte Gare                  |
| 65    | Ouverture / Fermeture — / — | Longueur 28,9 km                                             | Durée 53 min                                                 | Nb. d’arrêts —                                               | Matériel Mercedes-Benz Citaro G C2 VanHool newA330 Irisbus Agora S                                                    | Jours de fonctionnement L, Ma, Me, J, V, S                   | Jour / Soir / Nuit / Fêtes O / O / N / O                     | Voy. / an —                                                  | Dépôt Baulers                                                |
| 65    | Desserte : Braine-L'Alleud - Ophain - Ittre - Hennuyères - Braine-le-Comte                                                             |                                                              |                                                              |                                                              | |                                                              |                                                              |                                                              |                                                              |
| 65    | Autre : Trajet scolaire vers Nivelles depuis Braine-le-Comte                                                                           |                                                              |                                                              |                                                              | |                                                              |                                                              |                                                              |                                                              |
| 65    | Dernière actualisation : — |                                                              |                                                              |                                                              | |                                                              |                                                              |                                                              |                                                              |
| 66    | Braine-L'Alleud Gare ⥋ Nivelles Gare                                                                                                   | Braine-L'Alleud Gare ⥋ Nivelles Gare                         | Braine-L'Alleud Gare ⥋ Nivelles Gare                         | Braine-L'Alleud Gare ⥋ Nivelles Gare                         | Braine-L'Alleud Gare ⥋ Nivelles Gare                                                                                  | Braine-L'Alleud Gare ⥋ Nivelles Gare                         | Braine-L'Alleud Gare ⥋ Nivelles Gare                         | Braine-L'Alleud Gare ⥋ Nivelles Gare                         | Braine-L'Alleud Gare ⥋ Nivelles Gare                         |
| 66    | Ouverture / Fermeture — / — | Longueur 14,5 km                                             | Durée 29 min                                                 | Nb. d’arrêts —                                               | Matériel Mercedes-Benz Citaro G C2 VanHool newA330 Irisbus Agora S                                                    | Jours de fonctionnement L, Ma, Me, J, V, S                   | Jour / Soir / Nuit / Fêtes O / O / N / O                     | Voy. / an —                                                  | Dépôt Baulers                                                |
| 66    | Desserte : Braine-L'Alleud - Ophain - Nivelles                                                                                         |                                                              |                                                              |                                                              | |                                                              |                                                              |                                                              |                                                              |
| 66    | Autre : |                                                              |                                                              |                                                              | |                                                              |                                                              |                                                              |                                                              |
| 66    | Dernière actualisation : — |                                                              |                                                              |                                                              | |                                                              |                                                              |                                                              |                                                              |
| 67    | Braine-l'Alleud gare ⥋ Braine-l'Alleud Barrière                                                                                        | Braine-l'Alleud gare ⥋ Braine-l'Alleud Barrière              | Braine-l'Alleud gare ⥋ Braine-l'Alleud Barrière              | Braine-l'Alleud gare ⥋ Braine-l'Alleud Barrière              | Braine-l'Alleud gare ⥋ Braine-l'Alleud Barrière                                                                       | Braine-l'Alleud gare ⥋ Braine-l'Alleud Barrière              | Braine-l'Alleud gare ⥋ Braine-l'Alleud Barrière              | Braine-l'Alleud gare ⥋ Braine-l'Alleud Barrière              | Braine-l'Alleud gare ⥋ Braine-l'Alleud Barrière              |
| 67    | Ouverture / Fermeture — / — | Longueur 3 km                                                | Durée 10 min                                                 | Nb. d’arrêts 9                                               | Matériel — | Jours de fonctionnement L, Ma, Me, J, V, S, D                | Jour / Soir / Nuit / Fêtes O / O / N / O                     | Voy. / an —                                                  | Dépôt Baulers                                                |
| 67    | Desserte : Braine-l'Alleud |                                                              |                                                              |                                                              | |                                                              |                                                              |                                                              |                                                              |
| 67    | Autre : |                                                              |                                                              |                                                              | |                                                              |                                                              |                                                              |                                                              |
| 67    | Dernière actualisation : — |                                                              |                                                              |                                                              | |                                                              |                                                              |                                                              |                                                              |
| 69    | Braine-le-Château Quatre Bras ⥋ Nivelles Gare                                                                                          | Braine-le-Château Quatre Bras ⥋ Nivelles Gare                | Braine-le-Château Quatre Bras ⥋ Nivelles Gare                | Braine-le-Château Quatre Bras ⥋ Nivelles Gare                | Braine-le-Château Quatre Bras ⥋ Nivelles Gare                                                                         | Braine-le-Château Quatre Bras ⥋ Nivelles Gare                | Braine-le-Château Quatre Bras ⥋ Nivelles Gare                | Braine-le-Château Quatre Bras ⥋ Nivelles Gare                | Braine-le-Château Quatre Bras ⥋ Nivelles Gare                |
| 69    | Ouverture / Fermeture — / — | Longueur 14,9 km                                             | Durée —                                                      | Nb. d’arrêts —                                               | Matériel Mercedes-Benz Citaro G C2 VanHool newA330                                                                    | Jours de fonctionnement L, Ma, Me, J, V, S                   | Jour / Soir / Nuit / Fêtes O / O / N / N                     | Voy. / an —                                                  | Dépôt Baulers                                                |
| 69    | Desserte : Nivelles - Ophain - Braine-le-Château                                                                                       |                                                              |                                                              |                                                              | |                                                              |                                                              |                                                              |                                                              |
| 69    | Autre : Reprend des parcours du Rapido Bus 2 au 1/09/2021.                                                                             |                                                              |                                                              |                                                              | |                                                              |                                                              |                                                              |                                                              |
| 69    | Dernière actualisation : — |                                                              |                                                              |                                                              | |                                                              |                                                              |                                                              |                                                              |
| 70    | Nivelles Gare ⥋ Buzet Place de Buzet                                                                                                   | Nivelles Gare ⥋ Buzet Place de Buzet                         | Nivelles Gare ⥋ Buzet Place de Buzet                         | Nivelles Gare ⥋ Buzet Place de Buzet                         | Nivelles Gare ⥋ Buzet Place de Buzet                                                                                  | Nivelles Gare ⥋ Buzet Place de Buzet                         | Nivelles Gare ⥋ Buzet Place de Buzet                         | Nivelles Gare ⥋ Buzet Place de Buzet                         | Nivelles Gare ⥋ Buzet Place de Buzet                         |
| 70    | Ouverture / Fermeture 14/12/2014 / —                                                                                                   | Longueur 16,4 km                                             | Durée 35-40 min                                              | Nb. d’arrêts 23                                              | Matériel VanHool newA330 Irisbus Agora S                                                                              | Jours de fonctionnement L, Ma, Me, J, V, S                   | Jour / Soir / Nuit / Fêtes O / N / N / N                     | Voy. / an —                                                  | Dépôt Baulers                                                |
| 70    | Desserte : Nivelles - Petit-Roeulx-lez-Nivelles - Rosseignies - Obaix - Buzet                                                          |                                                              |                                                              |                                                              | |                                                              |                                                              |                                                              |                                                              |
| 70    | Autre : Ancienne ligne 70 Nivelles - Obaix/Buzet - Luttre                                                                              |                                                              |                                                              |                                                              | |                                                              |                                                              |                                                              |                                                              |
| 70    | Dernière actualisation : — |                                                              |                                                              |                                                              | |                                                              |                                                              |                                                              |                                                              |
| 71    | Soignies Hôpital ⥋ Manage Gare | Soignies Hôpital ⥋ Manage Gare                               | Soignies Hôpital ⥋ Manage Gare                               | Soignies Hôpital ⥋ Manage Gare                               | Soignies Hôpital ⥋ Manage Gare                                                                                        | Soignies Hôpital ⥋ Manage Gare                               | Soignies Hôpital ⥋ Manage Gare                               | Soignies Hôpital ⥋ Manage Gare                               | Soignies Hôpital ⥋ Manage Gare                               |
| 71    | Ouverture / Fermeture — / — | Longueur 30,7 km                                             | Durée 1h04 min                                               | Nb. d’arrêts 40                                              | Matériel Mercedes-Benz Citaro G C2 VanHool newA330 Irisbus Agora S                                                    | Jours de fonctionnement L, Ma, Me, J, V, S                   | Jour / Soir / Nuit / Fêtes O / O / N / O                     | Voy. / an —                                                  | Dépôt Baulers                                                |
| 71    | Desserte : Nivelles / Manage - Soignies                                                                                                |                                                              |                                                              |                                                              | |                                                              |                                                              |                                                              |                                                              |
| 71    | Autre : Service Scolaire Nivelles-Soignies                                                                                             |                                                              |                                                              |                                                              | |                                                              |                                                              |                                                              |                                                              |
| 71    | Dernière actualisation : — |                                                              |                                                              |                                                              | |                                                              |                                                              |                                                              |                                                              |
| 72    | Baulers Eglise ⥋ Manage Gare | Baulers Eglise ⥋ Manage Gare                                 | Baulers Eglise ⥋ Manage Gare                                 | Baulers Eglise ⥋ Manage Gare                                 | Baulers Eglise ⥋ Manage Gare                                                                                          | Baulers Eglise ⥋ Manage Gare                                 | Baulers Eglise ⥋ Manage Gare                                 | Baulers Eglise ⥋ Manage Gare                                 | Baulers Eglise ⥋ Manage Gare                                 |
| 72    | Ouverture / Fermeture — / — | Longueur 23,2 km                                             | Durée 36 min                                                 | Nb. d’arrêts 35                                              | Matériel Mercedes-Benz Citaro G C2 VanHool newA330 Irisbus Agora S                                                    | Jours de fonctionnement L, Ma, Me, J, V, S, D                | Jour / Soir / Nuit / Fêtes O / O / N / O                     | Voy. / an —                                                  | Dépôt Baulers                                                |
| 72    | Desserte : Baulers - Nivelles - Feluy - Seneffe - Manage                                                                               |                                                              |                                                              |                                                              | |                                                              |                                                              |                                                              |                                                              |
| 72    | Autre : 1/2 Trajet ne va jusqu'à Nivelles Gare                                                                                         |                                                              |                                                              |                                                              | |                                                              |                                                              |                                                              |                                                              |
| 72    | Dernière actualisation : — |                                                              |                                                              |                                                              | |                                                              |                                                              |                                                              |                                                              |
| 73    | Nivelles Gare ⥋ Fleurus Gare | Nivelles Gare ⥋ Fleurus Gare                                 | Nivelles Gare ⥋ Fleurus Gare                                 | Nivelles Gare ⥋ Fleurus Gare                                 | Nivelles Gare ⥋ Fleurus Gare                                                                                          | Nivelles Gare ⥋ Fleurus Gare                                 | Nivelles Gare ⥋ Fleurus Gare                                 | Nivelles Gare ⥋ Fleurus Gare                                 | Nivelles Gare ⥋ Fleurus Gare                                 |
| 73    | Ouverture / Fermeture — / — | Longueur 27,8 km                                             | Durée 45 min                                                 | Nb. d’arrêts 44                                              | Matériel Mercedes-Benz Citaro G C2 VanHool newA330 Irisbus Agora S                                                    | Jours de fonctionnement L, Ma, Me, J, V, S                   | Jour / Soir / Nuit / Fêtes O / O / N / O                     | Voy. / an —                                                  | Dépôt Baulers                                                |
| 73    | Desserte : Nivelles - Rèves - Villers-Perwin - Mellet - Fleurus                                                                        |                                                              |                                                              |                                                              | |                                                              |                                                              |                                                              |                                                              |
| 73    | Autre : |                                                              |                                                              |                                                              | |                                                              |                                                              |                                                              |                                                              |
| 73    | Dernière actualisation : — |                                                              |                                                              |                                                              | |                                                              |                                                              |                                                              |                                                              |
| 74    | Nivelles Gare ⥋ Feluy Place | Nivelles Gare ⥋ Feluy Place                                  | Nivelles Gare ⥋ Feluy Place                                  | Nivelles Gare ⥋ Feluy Place                                  | Nivelles Gare ⥋ Feluy Place                                                                                           | Nivelles Gare ⥋ Feluy Place                                  | Nivelles Gare ⥋ Feluy Place                                  | Nivelles Gare ⥋ Feluy Place                                  | Nivelles Gare ⥋ Feluy Place                                  |
| 74    | Ouverture / Fermeture — / — | Longueur 11,2 km                                             | Durée 25 min                                                 | Nb. d’arrêts 21                                              | Matériel Mercedes-Benz Citaro G C2 VanHool newA330 Irisbus Agora S                                                    | Jours de fonctionnement L, Ma, Me, J, V                      | Jour / Soir / Nuit / Fêtes O / O / N / O                     | Voy. / an —                                                  | Dépôt Baulers                                                |
| 74    | Desserte : Nivelles - Rèves - Villers-Perwin - Mellet - Feluy                                                                          |                                                              |                                                              |                                                              | |                                                              |                                                              |                                                              |                                                              |
| 74    | Autre : |                                                              |                                                              |                                                              | |                                                              |                                                              |                                                              |                                                              |
| 74    | Dernière actualisation : — |                                                              |                                                              |                                                              | |                                                              |                                                              |                                                              |                                                              |
| 75    | Braine-l'Alleud Gare ⥋ Waterloo Gare (Av. des Cèdres)                                                                                  | Braine-l'Alleud Gare ⥋ Waterloo Gare (Av. des Cèdres)        | Braine-l'Alleud Gare ⥋ Waterloo Gare (Av. des Cèdres)        | Braine-l'Alleud Gare ⥋ Waterloo Gare (Av. des Cèdres)        | Braine-l'Alleud Gare ⥋ Waterloo Gare (Av. des Cèdres)                                                                 | Braine-l'Alleud Gare ⥋ Waterloo Gare (Av. des Cèdres)        | Braine-l'Alleud Gare ⥋ Waterloo Gare (Av. des Cèdres)        | Braine-l'Alleud Gare ⥋ Waterloo Gare (Av. des Cèdres)        | Braine-l'Alleud Gare ⥋ Waterloo Gare (Av. des Cèdres)        |
| 75    | Ouverture / Fermeture — / — | Longueur 6,4 km                                              | Durée 17 min                                                 | Nb. d’arrêts 14                                              | Matériel VanHool newA330 Irisbus Agora S                                                                              | Jours de fonctionnement L, Ma, Me, J, V                      | Jour / Soir / Nuit / Fêtes O / N / N / N                     | Voy. / an —                                                  | Dépôt Baulers                                                |
| 75    | Desserte : Braine-l'Alleud - Chenois - Waterloo                                                                                        |                                                              |                                                              |                                                              | |                                                              |                                                              |                                                              |                                                              |
| 75    | Autre : |                                                              |                                                              |                                                              | |                                                              |                                                              |                                                              |                                                              |
| 75    | Dernière actualisation : — |                                                              |                                                              |                                                              | |                                                              |                                                              |                                                              |                                                              |
| 76    | Nivelles Gare ⥋ Nivelles Joseph Luns (Portes de l'Europe)                                                                              | Nivelles Gare ⥋ Nivelles Joseph Luns (Portes de l'Europe)    | Nivelles Gare ⥋ Nivelles Joseph Luns (Portes de l'Europe)    | Nivelles Gare ⥋ Nivelles Joseph Luns (Portes de l'Europe)    | Nivelles Gare ⥋ Nivelles Joseph Luns (Portes de l'Europe)                                                             | Nivelles Gare ⥋ Nivelles Joseph Luns (Portes de l'Europe)    | Nivelles Gare ⥋ Nivelles Joseph Luns (Portes de l'Europe)    | Nivelles Gare ⥋ Nivelles Joseph Luns (Portes de l'Europe)    | Nivelles Gare ⥋ Nivelles Joseph Luns (Portes de l'Europe)    |
| 76    | Ouverture / Fermeture 1/09/2005 / — | Longueur 7,2 km                                              | Durée 12 min                                                 | Nb. d’arrêts 11                                              | Matériel Mercedes-Benz Citaro G C2 VanHool newA330 Irisbus Agora S                                                    | Jours de fonctionnement L, Ma, Me, J, V, S                   | Jour / Soir / Nuit / Fêtes O / O / N / N                     | Voy. / an —                                                  | Dépôt Baulers                                                |
| 76    | Desserte : Nivelles - Baulers - Porte de l'Europe                                                                                      |                                                              |                                                              |                                                              | |                                                              |                                                              |                                                              |                                                              |
| 76    | Autre : Le 01/09/2016 une boucle a été ajoutée pour desservirs le quartier de la Campagne du petit Baulers                             |                                                              |                                                              |                                                              | |                                                              |                                                              |                                                              |                                                              |
| 76    | Dernière actualisation : — |                                                              |                                                              |                                                              | |                                                              |                                                              |                                                              |                                                              |
| 77    | Baulers Eglise ⥋ Nivelles Shopping | Baulers Eglise ⥋ Nivelles Shopping                           | Baulers Eglise ⥋ Nivelles Shopping                           | Baulers Eglise ⥋ Nivelles Shopping                           | Baulers Eglise ⥋ Nivelles Shopping                                                                                    | Baulers Eglise ⥋ Nivelles Shopping                           | Baulers Eglise ⥋ Nivelles Shopping                           | Baulers Eglise ⥋ Nivelles Shopping                           | Baulers Eglise ⥋ Nivelles Shopping                           |
| 77    | Ouverture / Fermeture — / — | Longueur 9,3 km                                              | Durée 24 min                                                 | Nb. d’arrêts 28                                              | Matériel Mercedes-Benz Citaro G C2 VanHool newA330 Irisbus Agora S                                                    | Jours de fonctionnement L, Ma, Me, J, V                      | Jour / Soir / Nuit / Fêtes O / O / N / N                     | Voy. / an —                                                  | Dépôt Baulers                                                |
| 77    | Desserte : Nivelles Shopping - Gare - Baulers                                                                                          |                                                              |                                                              |                                                              | |                                                              |                                                              |                                                              |                                                              |
| 77    | Autre : Numérotée 74/ avant 2007 |                                                              |                                                              |                                                              | |                                                              |                                                              |                                                              |                                                              |
| 77    | Dernière actualisation : — |                                                              |                                                              |                                                              | |                                                              |                                                              |                                                              |                                                              |
| 114   | Braine-l'Alleud Gare ⥋ Halle Station                                                                                                   | Braine-l'Alleud Gare ⥋ Halle Station                         | Braine-l'Alleud Gare ⥋ Halle Station                         | Braine-l'Alleud Gare ⥋ Halle Station                         | Braine-l'Alleud Gare ⥋ Halle Station                                                                                  | Braine-l'Alleud Gare ⥋ Halle Station                         | Braine-l'Alleud Gare ⥋ Halle Station                         | Braine-l'Alleud Gare ⥋ Halle Station                         | Braine-l'Alleud Gare ⥋ Halle Station                         |
| 114   | Ouverture / Fermeture 1/09/2008 / — | Longueur 15,6 km                                             | Durée 32 min                                                 | Nb. d’arrêts 29                                              | Matériel Mercedes-Benz Citaro LE Mercedes-Benz Citaro LE C2 VanHool NewA330 Mercedes-Benz Citaro G II                 | Jours de fonctionnement L, Ma, Me, J, V                      | Jour / Soir / Nuit / Fêtes O / O / N / N                     | Voy. / an —                                                  | Dépôt Picavet & Cie S.A.                                     |
| 114   | Desserte : Braine l'Alleud - Wauthier-Braine - Braine-le-Château - Lembeek - Halle                                                     |                                                              |                                                              |                                                              | |                                                              |                                                              |                                                              |                                                              |
| 114   | Autre : Ancienne ligne 115a |                                                              |                                                              |                                                              | |                                                              |                                                              |                                                              |                                                              |
| 114   | Dernière actualisation : — |                                                              |                                                              |                                                              | |                                                              |                                                              |                                                              |                                                              |
| 115   | Braine-l'Alleud Gare ⥋ Tubize Gare | Braine-l'Alleud Gare ⥋ Tubize Gare                           | Braine-l'Alleud Gare ⥋ Tubize Gare                           | Braine-l'Alleud Gare ⥋ Tubize Gare                           | Braine-l'Alleud Gare ⥋ Tubize Gare                                                                                    | Braine-l'Alleud Gare ⥋ Tubize Gare                           | Braine-l'Alleud Gare ⥋ Tubize Gare                           | Braine-l'Alleud Gare ⥋ Tubize Gare                           | Braine-l'Alleud Gare ⥋ Tubize Gare                           |
| 115   | Ouverture / Fermeture 1/09/2008 / — | Longueur 15 km                                               | Durée 25 min                                                 | Nb. d’arrêts 29                                              | Matériel Mercedes-Benz Citaro LE Mercedes-Benz Citaro LE C2 VanHool NewA330 Mercedes-Benz Citaro G II                 | Jours de fonctionnement L, Ma, Me, J, V, S, D                | Jour / Soir / Nuit / Fêtes O / O / N / O                     | Voy. / an —                                                  | Dépôt Picavet & Cie S.A.                                     |
| 115   | Desserte : Braine l'Alleud - Wauthier-Braine - Braine le Château - Clabecq - Tubize                                                    |                                                              |                                                              |                                                              | |                                                              |                                                              |                                                              |                                                              |
| 115   | Autre : Ancienne ligne 115a |                                                              |                                                              |                                                              | |                                                              |                                                              |                                                              |                                                              |
| 115   | Dernière actualisation : — |                                                              |                                                              |                                                              | |                                                              |                                                              |                                                              |                                                              |
| 116   | Soignies Gare ⥋ Halle Station | Soignies Gare ⥋ Halle Station                                | Soignies Gare ⥋ Halle Station                                | Soignies Gare ⥋ Halle Station                                | Soignies Gare ⥋ Halle Station                                                                                         | Soignies Gare ⥋ Halle Station                                | Soignies Gare ⥋ Halle Station                                | Soignies Gare ⥋ Halle Station                                | Soignies Gare ⥋ Halle Station                                |
| 116   | Ouverture / Fermeture 1/03/2010 / — | Longueur —                                                   | Durée —                                                      | Nb. d’arrêts —                                               | Matériel — | Jours de fonctionnement L, Ma, Me, J, V, S, D                | Jour / Soir / Nuit / Fêtes O / O / N / O                     | Voy. / an —                                                  | Dépôt Naway Autobus sprl                                     |
| 116   | Desserte : Soignies - Braine-le-Comte - Rebecq - Tubize - Hal                                                                          |                                                              |                                                              |                                                              | |                                                              |                                                              |                                                              |                                                              |
| 116   | Autre : Ancienne ligne 115b |                                                              |                                                              |                                                              | |                                                              |                                                              |                                                              |                                                              |
| 116   | Dernière actualisation : — |                                                              |                                                              |                                                              | |                                                              |                                                              |                                                              |                                                              |
| 121   | Alsemberg Winderickxplein ⥋ Argenteuil Berlaymont                                                                                      | Alsemberg Winderickxplein ⥋ Argenteuil Berlaymont            | Alsemberg Winderickxplein ⥋ Argenteuil Berlaymont            | Alsemberg Winderickxplein ⥋ Argenteuil Berlaymont            | Alsemberg Winderickxplein ⥋ Argenteuil Berlaymont                                                                     | Alsemberg Winderickxplein ⥋ Argenteuil Berlaymont            | Alsemberg Winderickxplein ⥋ Argenteuil Berlaymont            | Alsemberg Winderickxplein ⥋ Argenteuil Berlaymont            | Alsemberg Winderickxplein ⥋ Argenteuil Berlaymont            |
| 121   | Ouverture / Fermeture 1/09/2001 / — | Longueur 11,1 km                                             | Durée 30 min                                                 | Nb. d’arrêts 18                                              | Matériel VanHool newA330 Irisbus Agora S                                                                              | Jours de fonctionnement L, Ma, Me, J, V                      | Jour / Soir / Nuit / Fêtes O / N / N / N                     | Voy. / an —                                                  | Dépôt Baulers                                                |
| 121   | Desserte : Alsemberg - Waterloo |                                                              |                                                              |                                                              | |                                                              |                                                              |                                                              |                                                              |
| 121   | Autre : Service scolaire |                                                              |                                                              |                                                              | |                                                              |                                                              |                                                              |                                                              |
| 121   | Dernière actualisation : — |                                                              |                                                              |                                                              | |                                                              |                                                              |                                                              |                                                              |
| 122   | Rhode-Saint-Genèse Forêt de Soignes ⥋ Argenteuil Berlaymont                                                                            | Rhode-Saint-Genèse Forêt de Soignes ⥋ Argenteuil Berlaymont  | Rhode-Saint-Genèse Forêt de Soignes ⥋ Argenteuil Berlaymont  | Rhode-Saint-Genèse Forêt de Soignes ⥋ Argenteuil Berlaymont  | Rhode-Saint-Genèse Forêt de Soignes ⥋ Argenteuil Berlaymont                                                           | Rhode-Saint-Genèse Forêt de Soignes ⥋ Argenteuil Berlaymont  | Rhode-Saint-Genèse Forêt de Soignes ⥋ Argenteuil Berlaymont  | Rhode-Saint-Genèse Forêt de Soignes ⥋ Argenteuil Berlaymont  | Rhode-Saint-Genèse Forêt de Soignes ⥋ Argenteuil Berlaymont  |
| 122   | Ouverture / Fermeture 1/09/2001 / — | Longueur 14,8 km                                             | Durée 41 min                                                 | Nb. d’arrêts 24                                              | Matériel VanHool newA330 Irisbus Agora S                                                                              | Jours de fonctionnement L, Ma, Me, J, V                      | Jour / Soir / Nuit / Fêtes O / N / N / N                     | Voy. / an —                                                  | Dépôt Baulers                                                |
| 122   | Desserte : Rhode-Saint-Genèse - Alsemberg - Waterloo                                                                                   |                                                              |                                                              |                                                              | |                                                              |                                                              |                                                              |                                                              |
| 122   | Autre : Service scolaire |                                                              |                                                              |                                                              | |                                                              |                                                              |                                                              |                                                              |
| 122   | Dernière actualisation : — |                                                              |                                                              |                                                              | |                                                              |                                                              |                                                              |                                                              |
| 123   | Bruxelles-Midi ⥋ Argenteuil Berlaymont                                                                                                 | Bruxelles-Midi ⥋ Argenteuil Berlaymont                       | Bruxelles-Midi ⥋ Argenteuil Berlaymont                       | Bruxelles-Midi ⥋ Argenteuil Berlaymont                       | Bruxelles-Midi ⥋ Argenteuil Berlaymont                                                                                | Bruxelles-Midi ⥋ Argenteuil Berlaymont                       | Bruxelles-Midi ⥋ Argenteuil Berlaymont                       | Bruxelles-Midi ⥋ Argenteuil Berlaymont                       | Bruxelles-Midi ⥋ Argenteuil Berlaymont                       |
| 123   | Ouverture / Fermeture 01/09/2002 / —                                                                                                   | Longueur 20 km                                               | Durée 67 min                                                 | Nb. d’arrêts 40                                              | Matériel VanHool newA330 Irisbus Agora S                                                                              | Jours de fonctionnement L, Ma, Me, J, V                      | Jour / Soir / Nuit / Fêtes O / N / N / N                     | Voy. / an —                                                  | Dépôt Baulers                                                |
| 123   | Desserte : Bruxelles - Saint-Gilles - Uccle - Rhode-Saint-Genèse - Waterloo                                                            |                                                              |                                                              |                                                              | |                                                              |                                                              |                                                              |                                                              |
| 123   | Autre : Service scolaire |                                                              |                                                              |                                                              | |                                                              |                                                              |                                                              |                                                              |
| 123   | Dernière actualisation : — |                                                              |                                                              |                                                              | |                                                              |                                                              |                                                              |                                                              |
| 124   | Uccle Héros ⥋ Argenteuil Berlaymont | Uccle Héros ⥋ Argenteuil Berlaymont                          | Uccle Héros ⥋ Argenteuil Berlaymont                          | Uccle Héros ⥋ Argenteuil Berlaymont                          | Uccle Héros ⥋ Argenteuil Berlaymont                                                                                   | Uccle Héros ⥋ Argenteuil Berlaymont                          | Uccle Héros ⥋ Argenteuil Berlaymont                          | Uccle Héros ⥋ Argenteuil Berlaymont                          | Uccle Héros ⥋ Argenteuil Berlaymont                          |
| 124   | Ouverture / Fermeture 01/09/2002 / —                                                                                                   | Longueur 16,4 km                                             | Durée 46 min                                                 | Nb. d’arrêts 33                                              | Matériel VanHool newA330 Irisbus Agora S                                                                              | Jours de fonctionnement L, Ma, Me, J, V                      | Jour / Soir / Nuit / Fêtes O / N / N / N                     | Voy. / an —                                                  | Dépôt Baulers                                                |
| 124   | Desserte : Uccle - Rhode-Saint-Genèse - Waterloo                                                                                       |                                                              |                                                              |                                                              | |                                                              |                                                              |                                                              |                                                              |
| 124   | Autre : Service scolaire |                                                              |                                                              |                                                              | |                                                              |                                                              |                                                              |                                                              |
| 124   | Dernière actualisation : — |                                                              |                                                              |                                                              | |                                                              |                                                              |                                                              |                                                              |
| 125   | Wavre Gare ⥋ Argenteuil Berlaymont | Wavre Gare ⥋ Argenteuil Berlaymont                           | Wavre Gare ⥋ Argenteuil Berlaymont                           | Wavre Gare ⥋ Argenteuil Berlaymont                           | Wavre Gare ⥋ Argenteuil Berlaymont                                                                                    | Wavre Gare ⥋ Argenteuil Berlaymont                           | Wavre Gare ⥋ Argenteuil Berlaymont                           | Wavre Gare ⥋ Argenteuil Berlaymont                           | Wavre Gare ⥋ Argenteuil Berlaymont                           |
| 125   | Ouverture / Fermeture 01/09/2004 / —                                                                                                   | Longueur 22,7 km                                             | Durée 58 min                                                 | Nb. d’arrêts 36                                              | Matériel VanHool newA330 Irisbus Agora S                                                                              | Jours de fonctionnement L, Ma, Me, J, V                      | Jour / Soir / Nuit / Fêtes O / N / N / N                     | Voy. / an —                                                  | Dépôt Baulers                                                |
| 125   | Desserte : Wavre - Bierges - Limal - Rixensart - Ohain - Ransbeck - Waterloo                                                           |                                                              |                                                              |                                                              | |                                                              |                                                              |                                                              |                                                              |
| 125   | Autre : Service scolaire |                                                              |                                                              |                                                              | |                                                              |                                                              |                                                              |                                                              |
| 125   | Dernière actualisation : — |                                                              |                                                              |                                                              | |                                                              |                                                              |                                                              |                                                              |
| 126   | Lasne Village ⥋ Argenteuil Berlaymont                                                                                                  | Lasne Village ⥋ Argenteuil Berlaymont                        | Lasne Village ⥋ Argenteuil Berlaymont                        | Lasne Village ⥋ Argenteuil Berlaymont                        | Lasne Village ⥋ Argenteuil Berlaymont                                                                                 | Lasne Village ⥋ Argenteuil Berlaymont                        | Lasne Village ⥋ Argenteuil Berlaymont                        | Lasne Village ⥋ Argenteuil Berlaymont                        | Lasne Village ⥋ Argenteuil Berlaymont                        |
| 126   | Ouverture / Fermeture 01/09/2004 / —                                                                                                   | Longueur 13,6 km                                             | Durée 34 min                                                 | Nb. d’arrêts 16                                              | Matériel VanHool newA330 Irisbus Agora S                                                                              | Jours de fonctionnement L, Ma, Me, J, V                      | Jour / Soir / Nuit / Fêtes O / N / N / N                     | Voy. / an —                                                  | Dépôt Baulers                                                |
| 126   | Desserte : Lasne - Maransart - Plancenoit - Waterloo                                                                                   |                                                              |                                                              |                                                              | |                                                              |                                                              |                                                              |                                                              |
| 126   | Autre : Service scolaire |                                                              |                                                              |                                                              | |                                                              |                                                              |                                                              |                                                              |
| 126   | Dernière actualisation : — |                                                              |                                                              |                                                              | |                                                              |                                                              |                                                              |                                                              |
| 127   | La Hulpe Gare ⥋ Argenteuil Berlaymont                                                                                                  | La Hulpe Gare ⥋ Argenteuil Berlaymont                        | La Hulpe Gare ⥋ Argenteuil Berlaymont                        | La Hulpe Gare ⥋ Argenteuil Berlaymont                        | La Hulpe Gare ⥋ Argenteuil Berlaymont                                                                                 | La Hulpe Gare ⥋ Argenteuil Berlaymont                        | La Hulpe Gare ⥋ Argenteuil Berlaymont                        | La Hulpe Gare ⥋ Argenteuil Berlaymont                        | La Hulpe Gare ⥋ Argenteuil Berlaymont                        |
| 127   | Ouverture / Fermeture 01/09/2006 / —                                                                                                   | Longueur 12,5 km                                             | Durée 44 min                                                 | Nb. d’arrêts 19                                              | Matériel Mercedes-Benz Citaro LE Mercedes-Benz Citaro LE C2 VanHool NewA330                                           | Jours de fonctionnement L, Ma, Me, J, V                      | Jour / Soir / Nuit / Fêtes O / N / N / N                     | Voy. / an —                                                  | Dépôt Picavet & Cie S.A.                                     |
| 127   | Desserte : La Hulpe - Ohain - Ransbeck - Waterloo                                                                                      |                                                              |                                                              |                                                              | |                                                              |                                                              |                                                              |                                                              |
| 127   | Autre : Service scolaire |                                                              |                                                              |                                                              | |                                                              |                                                              |                                                              |                                                              |
| 127   | Dernière actualisation : — |                                                              |                                                              |                                                              | |                                                              |                                                              |                                                              |                                                              |
| 128   | Rosières Eglise ⥋ Argenteuil Berlaymont                                                                                                | Rosières Eglise ⥋ Argenteuil Berlaymont                      | Rosières Eglise ⥋ Argenteuil Berlaymont                      | Rosières Eglise ⥋ Argenteuil Berlaymont                      | Rosières Eglise ⥋ Argenteuil Berlaymont                                                                               | Rosières Eglise ⥋ Argenteuil Berlaymont                      | Rosières Eglise ⥋ Argenteuil Berlaymont                      | Rosières Eglise ⥋ Argenteuil Berlaymont                      | Rosières Eglise ⥋ Argenteuil Berlaymont                      |
| 128   | Ouverture / Fermeture 01/09/2006 / —                                                                                                   | Longueur 16,9 km                                             | Durée 50 min                                                 | Nb. d’arrêts 24                                              | Matériel Mercedes-Benz Citaro LE Mercedes-Benz Citaro LE C2 VanHool NewA330                                           | Jours de fonctionnement L, Ma, Me, J, V                      | Jour / Soir / Nuit / Fêtes O / N / N / N                     | Voy. / an —                                                  | Dépôt Picavet & Cie S.A.                                     |
| 128   | Desserte : Rosières - Genval - Ohain - Ransbeck - Waterloo                                                                             |                                                              |                                                              |                                                              | |                                                              |                                                              |                                                              |                                                              |
| 128   | Autre : Service scolaire |                                                              |                                                              |                                                              | |                                                              |                                                              |                                                              |                                                              |
| 128   | Dernière actualisation : — |                                                              |                                                              |                                                              | |                                                              |                                                              |                                                              |                                                              |
| 129   | Braine-l'Alleud Route de Nivelles ⥋ Argenteuil Berlaymont                                                                              | Braine-l'Alleud Route de Nivelles ⥋ Argenteuil Berlaymont    | Braine-l'Alleud Route de Nivelles ⥋ Argenteuil Berlaymont    | Braine-l'Alleud Route de Nivelles ⥋ Argenteuil Berlaymont    | Braine-l'Alleud Route de Nivelles ⥋ Argenteuil Berlaymont                                                             | Braine-l'Alleud Route de Nivelles ⥋ Argenteuil Berlaymont    | Braine-l'Alleud Route de Nivelles ⥋ Argenteuil Berlaymont    | Braine-l'Alleud Route de Nivelles ⥋ Argenteuil Berlaymont    | Braine-l'Alleud Route de Nivelles ⥋ Argenteuil Berlaymont    |
| 129   | Ouverture / Fermeture 01/09/2006 / —                                                                                                   | Longueur 4,8 km                                              | Durée 28 min                                                 | Nb. d’arrêts 6                                               | Matériel VanHool newA330 Irisbus Agora S                                                                              | Jours de fonctionnement L, Ma, Me, J, V                      | Jour / Soir / Nuit / Fêtes O / N / N / N                     | Voy. / an —                                                  | Dépôt Baulers                                                |
| 129   | Desserte : Braine-l'Alleud - Waterloo                                                                                                  |                                                              |                                                              |                                                              | |                                                              |                                                              |                                                              |                                                              |
| 129   | Autre : Service scolaire |                                                              |                                                              |                                                              | |                                                              |                                                              |                                                              |                                                              |
| 129   | Dernière actualisation : — |                                                              |                                                              |                                                              | |                                                              |                                                              |                                                              |                                                              |
| 148   | Gembloux Gare ⥋ Landen Station | Gembloux Gare ⥋ Landen Station                               | Gembloux Gare ⥋ Landen Station                               | Gembloux Gare ⥋ Landen Station                               | Gembloux Gare ⥋ Landen Station                                                                                        | Gembloux Gare ⥋ Landen Station                               | Gembloux Gare ⥋ Landen Station                               | Gembloux Gare ⥋ Landen Station                               | Gembloux Gare ⥋ Landen Station                               |
| 148   | Ouverture / Fermeture — / — | Longueur —                                                   | Durée —                                                      | Nb. d’arrêts —                                               | Matériel — | Jours de fonctionnement L, Ma, Me, J, V, S, D                | Jour / Soir / Nuit / Fêtes O / O / N / O                     | Voy. / an —                                                  | Cintra S.A. Ramillies                                        |
| 148   | Desserte : Gembloux - Thorembais-Saint-Trond - Perwez - Grand-Rosière-Hottomont - Ramillies - Orp-Jauche - Linsmeau - Racourt - Landen |                                                              |                                                              |                                                              | |                                                              |                                                              |                                                              |                                                              |
| 148   | Autre : Portait le numéro 148a avant 2012. Parcours alternatifs via Sauvenière, Hannut et Jandrain                                     |                                                              |                                                              |                                                              | |                                                              |                                                              |                                                              |                                                              |
| 148   | Dernière actualisation : — |                                                              |                                                              |                                                              | |                                                              |                                                              |                                                              |                                                              |
| 200   | Proxibus ⥋ Rebecq | Proxibus ⥋ Rebecq                                            | Proxibus ⥋ Rebecq                                            | Proxibus ⥋ Rebecq                                            | Proxibus ⥋ Rebecq | Proxibus ⥋ Rebecq                                            | Proxibus ⥋ Rebecq                                            | Proxibus ⥋ Rebecq                                            | Proxibus ⥋ Rebecq                                            |
| 200   | Ouverture / Fermeture — / — | Longueur —                                                   | Durée —                                                      | Nb. d’arrêts —                                               | Matériel — | Jours de fonctionnement —                                    | Jour / Soir / Nuit / Fêtes — / — / — / —                     | Voy. / an —                                                  | Dépôt —                                                      |
| 200   | Desserte : — |                                                              |                                                              |                                                              | |                                                              |                                                              |                                                              |                                                              |
| 200   | Autre : |                                                              |                                                              |                                                              | |                                                              |                                                              |                                                              |                                                              |
| 200   | Dernière actualisation : — |                                                              |                                                              |                                                              | |                                                              |                                                              |                                                              |                                                              |
| 201   | Proxibus ⥋ Waterloo | Proxibus ⥋ Waterloo                                          | Proxibus ⥋ Waterloo                                          | Proxibus ⥋ Waterloo                                          | Proxibus ⥋ Waterloo                                                                                                   | Proxibus ⥋ Waterloo                                          | Proxibus ⥋ Waterloo                                          | Proxibus ⥋ Waterloo                                          | Proxibus ⥋ Waterloo                                          |
| 201   | Ouverture / Fermeture — / — | Longueur —                                                   | Durée —                                                      | Nb. d’arrêts —                                               | Matériel Hueliez GX137                                                                                                | Jours de fonctionnement L, Ma, Me, J, V, S                   | Jour / Soir / Nuit / Fêtes O / O / N / N                     | Voy. / an —                                                  | Dépôt Commune de Waterloo                                    |
| 201   | Desserte : Waterloo |                                                              |                                                              |                                                              | |                                                              |                                                              |                                                              |                                                              |
| 201   | Autre : Bus gratuit Circule entre 6h20 et 19h21                                                                                        |                                                              |                                                              |                                                              | |                                                              |                                                              |                                                              |                                                              |
| 201   | Dernière actualisation : — |                                                              |                                                              |                                                              | |                                                              |                                                              |                                                              |                                                              |
| 202   | Proxibus ⥋ Perwez | Proxibus ⥋ Perwez                                            | Proxibus ⥋ Perwez                                            | Proxibus ⥋ Perwez                                            | Proxibus ⥋ Perwez | Proxibus ⥋ Perwez                                            | Proxibus ⥋ Perwez                                            | Proxibus ⥋ Perwez                                            | Proxibus ⥋ Perwez                                            |
| 202   | Ouverture / Fermeture — / — | Longueur —                                                   | Durée —                                                      | Nb. d’arrêts —                                               | Matériel — | Jours de fonctionnement —                                    | Jour / Soir / Nuit / Fêtes — / — / — / —                     | Voy. / an —                                                  | Dépôt —                                                      |
| 202   | Desserte : — |                                                              |                                                              |                                                              | |                                                              |                                                              |                                                              |                                                              |
| 202   | Autre : |                                                              |                                                              |                                                              | |                                                              |                                                              |                                                              |                                                              |
| 202   | Dernière actualisation : — |                                                              |                                                              |                                                              | |                                                              |                                                              |                                                              |                                                              |
| 203   | Proxibus ⥋ Braine-l'Alleud | Proxibus ⥋ Braine-l'Alleud                                   | Proxibus ⥋ Braine-l'Alleud                                   | Proxibus ⥋ Braine-l'Alleud                                   | Proxibus ⥋ Braine-l'Alleud                                                                                            | Proxibus ⥋ Braine-l'Alleud                                   | Proxibus ⥋ Braine-l'Alleud                                   | Proxibus ⥋ Braine-l'Alleud                                   | Proxibus ⥋ Braine-l'Alleud                                   |
| 203   | Ouverture / Fermeture 02/10/2017 / —                                                                                                   | Longueur 13,6 km                                             | Durée 30 min                                                 | Nb. d’arrêts 21                                              | Matériel Hueliez GX137                                                                                                | Jours de fonctionnement L, Ma, Me, J, V                      | Jour / Soir / Nuit / Fêtes O / N / N / N                     | Voy. / an —                                                  | Dépôt Commune de Braine-l'Alleud                             |
| 203   | Desserte : Braine-l'Alleud - Lillois - Ophain                                                                                          |                                                              |                                                              |                                                              | |                                                              |                                                              |                                                              |                                                              |
| 203   | Autre : Bus gratuit Circule entre 9h30 et 15h30                                                                                        |                                                              |                                                              |                                                              | |                                                              |                                                              |                                                              |                                                              |
| 203   | Dernière actualisation : — |                                                              |                                                              |                                                              | |                                                              |                                                              |                                                              |                                                              |
| 204   | Proxibus ⥋ Doiceau | Proxibus ⥋ Doiceau                                           | Proxibus ⥋ Doiceau                                           | Proxibus ⥋ Doiceau                                           | Proxibus ⥋ Doiceau | Proxibus ⥋ Doiceau                                           | Proxibus ⥋ Doiceau                                           | Proxibus ⥋ Doiceau                                           | Proxibus ⥋ Doiceau                                           |
| 204   | Ouverture / Fermeture — / — | Longueur —                                                   | Durée —                                                      | Nb. d’arrêts —                                               | Matériel — | Jours de fonctionnement —                                    | Jour / Soir / Nuit / Fêtes — / — / — / —                     | Voy. / an —                                                  | Dépôt —                                                      |
| 204   | Desserte : Grez |                                                              |                                                              |                                                              | |                                                              |                                                              |                                                              |                                                              |
| 204   | Autre : |                                                              |                                                              |                                                              | |                                                              |                                                              |                                                              |                                                              |
| 204   | Dernière actualisation : — |                                                              |                                                              |                                                              | |                                                              |                                                              |                                                              |                                                              |
| 206   | Proxibus Ottignies ⥋ ? | Proxibus Ottignies ⥋ ?                                       | Proxibus Ottignies ⥋ ?                                       | Proxibus Ottignies ⥋ ?                                       | Proxibus Ottignies ⥋ ?                                                                                                | Proxibus Ottignies ⥋ ?                                       | Proxibus Ottignies ⥋ ?                                       | Proxibus Ottignies ⥋ ?                                       | Proxibus Ottignies ⥋ ?                                       |
| 206   | Ouverture / Fermeture — / 2024 | Longueur —                                                   | Durée —                                                      | Nb. d’arrêts —                                               | Matériel — | Jours de fonctionnement —                                    | Jour / Soir / Nuit / Fêtes — / — / — / —                     | Voy. / an —                                                  | Dépôt —                                                      |
| 206   | Desserte : Ottignies |                                                              |                                                              |                                                              | |                                                              |                                                              |                                                              |                                                              |
| 206   | Autre : |                                                              |                                                              |                                                              | |                                                              |                                                              |                                                              |                                                              |
| 206   | Dernière actualisation : — |                                                              |                                                              |                                                              | |                                                              |                                                              |                                                              |                                                              |
| 210   | Proxibus ⥋ La Hulpe | Proxibus ⥋ La Hulpe                                          | Proxibus ⥋ La Hulpe                                          | Proxibus ⥋ La Hulpe                                          | Proxibus ⥋ La Hulpe                                                                                                   | Proxibus ⥋ La Hulpe                                          | Proxibus ⥋ La Hulpe                                          | Proxibus ⥋ La Hulpe                                          | Proxibus ⥋ La Hulpe                                          |
| 210   | Ouverture / Fermeture — / — | Longueur —                                                   | Durée —                                                      | Nb. d’arrêts —                                               | Matériel — | Jours de fonctionnement —                                    | Jour / Soir / Nuit / Fêtes — / — / — / —                     | Voy. / an —                                                  | Dépôt —                                                      |
| 210   | Desserte : — |                                                              |                                                              |                                                              | |                                                              |                                                              |                                                              |                                                              |
| 210   | Autre : |                                                              |                                                              |                                                              | |                                                              |                                                              |                                                              |                                                              |
| 210   | Dernière actualisation : — |                                                              |                                                              |                                                              | |                                                              |                                                              |                                                              |                                                              |
| 339   | Hannut ⥋ Tirlemont | Hannut ⥋ Tirlemont                                           | Hannut ⥋ Tirlemont                                           | Hannut ⥋ Tirlemont                                           | Hannut ⥋ Tirlemont | Hannut ⥋ Tirlemont                                           | Hannut ⥋ Tirlemont                                           | Hannut ⥋ Tirlemont                                           | Hannut ⥋ Tirlemont                                           |
| 339   | Ouverture / Fermeture — / — | Longueur —                                                   | Durée —                                                      | Nb. d’arrêts —                                               | Matériel — | Jours de fonctionnement —                                    | Jour / Soir / Nuit / Fêtes — / — / — / —                     | Voy. / an —                                                  | Dépôt —                                                      |
| 339   | Desserte : — |                                                              |                                                              |                                                              | |                                                              |                                                              |                                                              |                                                              |
| 339   | Autre : |                                                              |                                                              |                                                              | |                                                              |                                                              |                                                              |                                                              |
| 339   | Dernière actualisation : — |                                                              |                                                              |                                                              | |                                                              |                                                              |                                                              |                                                              |
| 366   | Court-Saint-Etienne Ecole Provinciale ⥋ Ixelles Flagey                                                                                 | Court-Saint-Etienne Ecole Provinciale ⥋ Ixelles Flagey       | Court-Saint-Etienne Ecole Provinciale ⥋ Ixelles Flagey       | Court-Saint-Etienne Ecole Provinciale ⥋ Ixelles Flagey       | Court-Saint-Etienne Ecole Provinciale ⥋ Ixelles Flagey                                                                | Court-Saint-Etienne Ecole Provinciale ⥋ Ixelles Flagey       | Court-Saint-Etienne Ecole Provinciale ⥋ Ixelles Flagey       | Court-Saint-Etienne Ecole Provinciale ⥋ Ixelles Flagey       | Court-Saint-Etienne Ecole Provinciale ⥋ Ixelles Flagey       |
| 366   | Ouverture / Fermeture — / — | Longueur —                                                   | Durée 75 min                                                 | Nb. d’arrêts —                                               | Matériel Mercedes-Benz Citaro C2                                                                                      | Jours de fonctionnement L, Ma, Me, J, V, S, D                | Jour / Soir / Nuit / Fêtes O / O / N / O                     | Voy. / an —                                                  | Dépôt Pullman Bus sprl                                       |
| 366   | Desserte : Court-Saint-Etienne - Ottignies - Genval - La Hulpe - Watermael-Boitsfort - Ixelles                                         |                                                              |                                                              |                                                              | |                                                              |                                                              |                                                              |                                                              |
| 366   | Autre : |                                                              |                                                              |                                                              | |                                                              |                                                              |                                                              |                                                              |
| 366   | Dernière actualisation : — |                                                              |                                                              |                                                              | |                                                              |                                                              |                                                              |                                                              |
| 471   | St-Pierters-Kapelle ⥋ Halle | St-Pierters-Kapelle ⥋ Halle                                  | St-Pierters-Kapelle ⥋ Halle                                  | St-Pierters-Kapelle ⥋ Halle                                  | St-Pierters-Kapelle ⥋ Halle                                                                                           | St-Pierters-Kapelle ⥋ Halle                                  | St-Pierters-Kapelle ⥋ Halle                                  | St-Pierters-Kapelle ⥋ Halle                                  | St-Pierters-Kapelle ⥋ Halle                                  |
| 471   | Ouverture / Fermeture — / — | Longueur —                                                   | Durée —                                                      | Nb. d’arrêts —                                               | Matériel — | Jours de fonctionnement —                                    | Jour / Soir / Nuit / Fêtes — / — / — / —                     | Voy. / an —                                                  | Dépôt Naway Autobus sprl                                     |
| 471   | Desserte : Enghien |                                                              |                                                              |                                                              | |                                                              |                                                              |                                                              |                                                              |
| 471   | Autre : |                                                              |                                                              |                                                              | |                                                              |                                                              |                                                              |                                                              |
| 471   | Dernière actualisation : — |                                                              |                                                              |                                                              | |                                                              |                                                              |                                                              |                                                              |
| 472   | Enghien Gare ⥋ Tubize Gare | Enghien Gare ⥋ Tubize Gare                                   | Enghien Gare ⥋ Tubize Gare                                   | Enghien Gare ⥋ Tubize Gare                                   | Enghien Gare ⥋ Tubize Gare                                                                                            | Enghien Gare ⥋ Tubize Gare                                   | Enghien Gare ⥋ Tubize Gare                                   | Enghien Gare ⥋ Tubize Gare                                   | Enghien Gare ⥋ Tubize Gare                                   |
| 472   | Ouverture / Fermeture — / — | Longueur —                                                   | Durée —                                                      | Nb. d’arrêts —                                               | Matériel — | Jours de fonctionnement —                                    | Jour / Soir / Nuit / Fêtes O / — / — / —                     | Voy. / an —                                                  | Dépôt Naway Autobus sprl                                     |
| 472   | Desserte : — |                                                              |                                                              |                                                              | |                                                              |                                                              |                                                              |                                                              |
| 472   | Autre : |                                                              |                                                              |                                                              | |                                                              |                                                              |                                                              |                                                              |
| 472   | Dernière actualisation : — |                                                              |                                                              |                                                              | |                                                              |                                                              |                                                              |                                                              |
| 543   | Eghezée Centre ⥋ Ixelles Luxembourg | Eghezée Centre ⥋ Ixelles Luxembourg                          | Eghezée Centre ⥋ Ixelles Luxembourg                          | Eghezée Centre ⥋ Ixelles Luxembourg                          | Eghezée Centre ⥋ Ixelles Luxembourg                                                                                   | Eghezée Centre ⥋ Ixelles Luxembourg                          | Eghezée Centre ⥋ Ixelles Luxembourg                          | Eghezée Centre ⥋ Ixelles Luxembourg                          | Eghezée Centre ⥋ Ixelles Luxembourg                          |
| 543   | Ouverture / Fermeture 1er octobre 2020 / —                                                                                             | Longueur —                                                   | Durée —                                                      | Nb. d’arrêts —                                               | Matériel MAN A21 MAN A23 Iveco Crossway LE Mercedes-Benz Citaro C2                                                    | Jours de fonctionnement L, Ma, Me, J, V, S, D                | Jour / Soir / Nuit / Fêtes O / O / N / N                     | Voy. / an —                                                  | Dépôt Pullman Bus sprl                                       |
| 543   | Desserte : Eghezée - Perwez - Wavre - Auderghem                                                                                        |                                                              |                                                              |                                                              | |                                                              |                                                              |                                                              |                                                              |
| 543   | Autre : • Numérotée ligne E jusqu'au 30 Septembre 2020                                                                                 |                                                              |                                                              |                                                              | |                                                              |                                                              |                                                              |                                                              |
| 543   | Dernière actualisation : — |                                                              |                                                              |                                                              | |                                                              |                                                              |                                                              |                                                              |
| 568   | Nivelles Gare ⥋ Fleurus Gare | Nivelles Gare ⥋ Fleurus Gare                                 | Nivelles Gare ⥋ Fleurus Gare                                 | Nivelles Gare ⥋ Fleurus Gare                                 | Nivelles Gare ⥋ Fleurus Gare                                                                                          | Nivelles Gare ⥋ Fleurus Gare                                 | Nivelles Gare ⥋ Fleurus Gare                                 | Nivelles Gare ⥋ Fleurus Gare                                 | Nivelles Gare ⥋ Fleurus Gare                                 |
| 568   | Ouverture / Fermeture — / — | Longueur —                                                   | Durée 59 min                                                 | Nb. d’arrêts 50                                              | Matériel Van Hool newA360H Mercedes-Benz Citaro LE C2 Mercedes-Benz Citaro LE Mercedes-Benz Citaro G II               | Jours de fonctionnement L, Ma, Me, J, V, S                   | Jour / Soir / Nuit / Fêtes O / O / N / O                     | Voy. / an —                                                  | Dépôt Ets. Fr. Cardona et Deltenre S.A.                      |
| 568   | Desserte : Nivelles - Marbais - Wagnelée - Brye - Fleurus                                                                              |                                                              |                                                              |                                                              | |                                                              |                                                              |                                                              |                                                              |
| 568   | Autre : |                                                              |                                                              |                                                              | |                                                              |                                                              |                                                              |                                                              |
| 568   | Dernière actualisation : — |                                                              |                                                              |                                                              | |                                                              |                                                              |                                                              |                                                              |
| 610   | Hannut ⥋ Jodoigne | Hannut ⥋ Jodoigne                                            | Hannut ⥋ Jodoigne                                            | Hannut ⥋ Jodoigne                                            | Hannut ⥋ Jodoigne | Hannut ⥋ Jodoigne                                            | Hannut ⥋ Jodoigne                                            | Hannut ⥋ Jodoigne                                            | Hannut ⥋ Jodoigne                                            |
| 610   | Ouverture / Fermeture — / — | Longueur —                                                   | Durée —                                                      | Nb. d’arrêts —                                               | Matériel — | Jours de fonctionnement —                                    | Jour / Soir / Nuit / Fêtes — / — / — / —                     | Voy. / an —                                                  | Dépôt —                                                      |
| 610   | Desserte : — |                                                              |                                                              |                                                              | |                                                              |                                                              |                                                              |                                                              |
| 610   | Autre : |                                                              |                                                              |                                                              | |                                                              |                                                              |                                                              |                                                              |
| 610   | Dernière actualisation : — |                                                              |                                                              |                                                              | |                                                              |                                                              |                                                              |                                                              |

### Lignes de pénétration

#### Lignes exploitées par De Lijn
| Ligne | Caractéristiques                                                | Caractéristiques                          | Caractéristiques                          | Caractéristiques                          | Caractéristiques                          | Caractéristiques                              | Caractéristiques                          | Caractéristiques                          | Caractéristiques                          |
| 337   | Wavre Gare ⥋ Louvain Gare                                       | Wavre Gare ⥋ Louvain Gare                 | Wavre Gare ⥋ Louvain Gare                 | Wavre Gare ⥋ Louvain Gare                 | Wavre Gare ⥋ Louvain Gare                 | Wavre Gare ⥋ Louvain Gare                     | Wavre Gare ⥋ Louvain Gare                 | Wavre Gare ⥋ Louvain Gare                 | Wavre Gare ⥋ Louvain Gare                 |
| ----- | --------------------------------------------------------------- | ----------------------------------------- | ----------------------------------------- | ----------------------------------------- | ----------------------------------------- | --------------------------------------------- | ----------------------------------------- | ----------------------------------------- | ----------------------------------------- |
| 337   | Ouverture / Fermeture — / —                                     | Longueur —                                | Durée 48 min                              | Nb. d’arrêts 51                           | Matériel —                                | Jours de fonctionnement L, Ma, Me, J, V, S    | Jour / Soir / Nuit / Fêtes O / O / N / N  | Voy. / an —                               | Dépôt —                                   |
| 337   | Desserte : Wavre - Neerijse - Louvain                           |                                           |                                           |                                           |                                           |                                               |                                           |                                           |                                           |
| 337   | Autre :                                                         |                                           |                                           |                                           |                                           |                                               |                                           |                                           |                                           |
| 337   | Dernière actualisation : —                                      |                                           |                                           |                                           |                                           |                                               |                                           |                                           |                                           |
| 341   | Wavre Gare ⥋ Etterbeek Gare                                     | Wavre Gare ⥋ Etterbeek Gare               | Wavre Gare ⥋ Etterbeek Gare               | Wavre Gare ⥋ Etterbeek Gare               | Wavre Gare ⥋ Etterbeek Gare               | Wavre Gare ⥋ Etterbeek Gare                   | Wavre Gare ⥋ Etterbeek Gare               | Wavre Gare ⥋ Etterbeek Gare               | Wavre Gare ⥋ Etterbeek Gare               |
| 341   | Ouverture / Fermeture — / —                                     | Longueur —                                | Durée 59 min                              | Nb. d’arrêts 35                           | Matériel —                                | Jours de fonctionnement L, Ma, Me, J, V       | Jour / Soir / Nuit / Fêtes O / O / N / N  | Voy. / an —                               | Dépôt —                                   |
| 341   | Desserte : Wavre - Overijse - Etterbeek                         |                                           |                                           |                                           |                                           |                                               |                                           |                                           |                                           |
| 341   | Autre :                                                         |                                           |                                           |                                           |                                           |                                               |                                           |                                           |                                           |
| 341   | Dernière actualisation : —                                      |                                           |                                           |                                           |                                           |                                               |                                           |                                           |                                           |
| 345   | Wavre Gare ⥋ Auderghem Hermann-Debroux                          | Wavre Gare ⥋ Auderghem Hermann-Debroux    | Wavre Gare ⥋ Auderghem Hermann-Debroux    | Wavre Gare ⥋ Auderghem Hermann-Debroux    | Wavre Gare ⥋ Auderghem Hermann-Debroux    | Wavre Gare ⥋ Auderghem Hermann-Debroux        | Wavre Gare ⥋ Auderghem Hermann-Debroux    | Wavre Gare ⥋ Auderghem Hermann-Debroux    | Wavre Gare ⥋ Auderghem Hermann-Debroux    |
| 345   | Ouverture / Fermeture — / —                                     | Longueur —                                | Durée 43 min                              | Nb. d’arrêts 43                           | Matériel —                                | Jours de fonctionnement L, Ma, Me, J, V       | Jour / Soir / Nuit / Fêtes O / O / N / N  | Voy. / an —                               | Dépôt —                                   |
| 345   | Desserte : Wavre- Hoeilaart-Overijse- Auderghem Hermann-Debroux |                                           |                                           |                                           |                                           |                                               |                                           |                                           |                                           |
| 345   | Autre :                                                         |                                           |                                           |                                           |                                           |                                               |                                           |                                           |                                           |
| 345   | Dernière actualisation : —                                      |                                           |                                           |                                           |                                           |                                               |                                           |                                           |                                           |
| 348   | La Hulpe Gare ⥋ Auderghem Hermann-Debroux                       | La Hulpe Gare ⥋ Auderghem Hermann-Debroux | La Hulpe Gare ⥋ Auderghem Hermann-Debroux | La Hulpe Gare ⥋ Auderghem Hermann-Debroux | La Hulpe Gare ⥋ Auderghem Hermann-Debroux | La Hulpe Gare ⥋ Auderghem Hermann-Debroux     | La Hulpe Gare ⥋ Auderghem Hermann-Debroux | La Hulpe Gare ⥋ Auderghem Hermann-Debroux | La Hulpe Gare ⥋ Auderghem Hermann-Debroux |
| 348   | Ouverture / Fermeture — / —                                     | Longueur —                                | Durée 38 min                              | Nb. d’arrêts 28                           | Matériel —                                | Jours de fonctionnement L, Ma, Me, J, V, S, D | Jour / Soir / Nuit / Fêtes O / O / N / O  | Voy. / an —                               | Dépôt —                                   |
| 348   | Desserte : La Hulpe - Overijse - Etterbeek                      |                                           |                                           |                                           |                                           |                                               |                                           |                                           |                                           |
| 348   | Autre :                                                         |                                           |                                           |                                           |                                           |                                               |                                           |                                           |                                           |
| 348   | Dernière actualisation : —                                      |                                           |                                           |                                           |                                           |                                               |                                           |                                           |                                           |

### Anciennes Lignes
- 30/31 Court-St-Étienne - Mont-St-Guibert - Chastre. Devenue la ligne 30
- UH \ Uccle - Braine L'Alleud. Devenue la ligne 40
- 66/ Braine L'Alleud (Barrière). Devenue la ligne 67
- 74/ Baulers - Nivelles. Devenue la ligne 77
- 113 Tubize - Ittre Nouvelle Usine - Prison. Supprimée au 14 décembre 2014
- 474 Tubize - Virginal - Fauquez - Ittre - Tubize. Devenue les lignes 43 et 47 au 14 décembre 2014
- 558 Braine-l'Alleud - Genval - La Hulpe. Devenue les lignes 57 et 58 au 14 décembre 2014

| Ligne    | Caractéristiques                                                      | Caractéristiques                                         | Caractéristiques                                         | Caractéristiques                                         | Caractéristiques                                                                          | Caractéristiques                                         | Caractéristiques                                         | Caractéristiques                                         | Caractéristiques                                         |
| Conforto | Ixelles Plaine ⥋ Louvain-la-Neuve Gare d'Autobus                      | Ixelles Plaine ⥋ Louvain-la-Neuve Gare d'Autobus         | Ixelles Plaine ⥋ Louvain-la-Neuve Gare d'Autobus         | Ixelles Plaine ⥋ Louvain-la-Neuve Gare d'Autobus         | Ixelles Plaine ⥋ Louvain-la-Neuve Gare d'Autobus                                          | Ixelles Plaine ⥋ Louvain-la-Neuve Gare d'Autobus         | Ixelles Plaine ⥋ Louvain-la-Neuve Gare d'Autobus         | Ixelles Plaine ⥋ Louvain-la-Neuve Gare d'Autobus         | Ixelles Plaine ⥋ Louvain-la-Neuve Gare d'Autobus         |
| -------- | --------------------------------------------------------------------- | -------------------------------------------------------- | -------------------------------------------------------- | -------------------------------------------------------- | ----------------------------------------------------------------------------------------- | -------------------------------------------------------- | -------------------------------------------------------- | -------------------------------------------------------- | -------------------------------------------------------- |
| Conforto | Ouverture / Fermeture 16 septembre 2002 / 30 septembre 2020           | Longueur 29,5 km                                         | Durée 35 min                                             | Nb. d’arrêts 9                                           | Matériel Setra S419UL Irisbus Arway 15 Iveco Crossway LE                                  | Jours de fonctionnement L, Ma, Me, J, V                  | Jour / Soir / Nuit / Fêtes O / O / N / N                 | Voy. / an 634 272                                        | Dépôt Ets. Fr. Cardona et Deltenre S.A.                  |
| Conforto | Desserte : Ixelles - Auderghem - Wavre - Louvain-la-Neuve             |                                                          |                                                          |                                                          |                                                                                           |                                                          |                                                          |                                                          |                                                          |
| Conforto | Autre : Renumérotée ligne E11 le 1/10/2020                            |                                                          |                                                          |                                                          |                                                                                           |                                                          |                                                          |                                                          |                                                          |
| Conforto | Dernière actualisation : —                                            |                                                          |                                                          |                                                          |                                                                                           |                                                          |                                                          |                                                          |                                                          |
| Cbis     | Woluwe Métro Roodebeek ⥋ Louvain-la-Neuve Gare d'Autobus              | Woluwe Métro Roodebeek ⥋ Louvain-la-Neuve Gare d'Autobus | Woluwe Métro Roodebeek ⥋ Louvain-la-Neuve Gare d'Autobus | Woluwe Métro Roodebeek ⥋ Louvain-la-Neuve Gare d'Autobus | Woluwe Métro Roodebeek ⥋ Louvain-la-Neuve Gare d'Autobus                                  | Woluwe Métro Roodebeek ⥋ Louvain-la-Neuve Gare d'Autobus | Woluwe Métro Roodebeek ⥋ Louvain-la-Neuve Gare d'Autobus | Woluwe Métro Roodebeek ⥋ Louvain-la-Neuve Gare d'Autobus | Woluwe Métro Roodebeek ⥋ Louvain-la-Neuve Gare d'Autobus |
| Cbis     | Ouverture / Fermeture 3 novembre 2008 / 30 septembre 2020             | Longueur 31,3 km                                         | Durée 40 min                                             | Nb. d’arrêts 10                                          | Matériel Setra S419UL Irisbus Arway 15 Iveco Crossway LE                                  | Jours de fonctionnement L, Ma, Me, J, V                  | Jour / Soir / Nuit / Fêtes O / O / N / N                 | Voy. / an 560 100                                        | Dépôt Ets. Fr. Cardona et Deltenre S.A.                  |
| Cbis     | Desserte : Louvain-la-Neuve - Wavre - Kraainem - Woluwe-Saint-Lambert |                                                          |                                                          |                                                          |                                                                                           |                                                          |                                                          |                                                          |                                                          |
| Cbis     | Autre : Renumérotée ligne E12 le 1/10/2020                            |                                                          |                                                          |                                                          |                                                                                           |                                                          |                                                          |                                                          |                                                          |
| Cbis     | Dernière actualisation : —                                            |                                                          |                                                          |                                                          |                                                                                           |                                                          |                                                          |                                                          |                                                          |
| C3       | Wavre Parking Walibi ⥋ Auderghem Herrmann-Debroux                     | Wavre Parking Walibi ⥋ Auderghem Herrmann-Debroux        | Wavre Parking Walibi ⥋ Auderghem Herrmann-Debroux        | Wavre Parking Walibi ⥋ Auderghem Herrmann-Debroux        | Wavre Parking Walibi ⥋ Auderghem Herrmann-Debroux                                         | Wavre Parking Walibi ⥋ Auderghem Herrmann-Debroux        | Wavre Parking Walibi ⥋ Auderghem Herrmann-Debroux        | Wavre Parking Walibi ⥋ Auderghem Herrmann-Debroux        | Wavre Parking Walibi ⥋ Auderghem Herrmann-Debroux        |
| C3       | Ouverture / Fermeture 5 mars 2018 / 30 septembre 2020                 | Longueur 19,1 km                                         | Durée 24 min                                             | Nb. d’arrêts 2                                           | Matériel —                                                                                | Jours de fonctionnement L, Ma, Me, J, V                  | Jour / Soir / Nuit / Fêtes O / O / N / N                 | Voy. / an 33 396                                         | Dépôt Ets. Fr. Cardona et Deltenre S.A.                  |
| C3       | Desserte : Wavre - Auderghem                                          |                                                          |                                                          |                                                          |                                                                                           |                                                          |                                                          |                                                          |                                                          |
| C3       | Autre : Renumérotée ligne E13 le 1/10/2020                            |                                                          |                                                          |                                                          |                                                                                           |                                                          |                                                          |                                                          |                                                          |
| C3       | Dernière actualisation : —                                            |                                                          |                                                          |                                                          |                                                                                           |                                                          |                                                          |                                                          |                                                          |
| E        | Eghezée Centre ⥋ Ixelles Luxembourg                                   | Eghezée Centre ⥋ Ixelles Luxembourg                      | Eghezée Centre ⥋ Ixelles Luxembourg                      | Eghezée Centre ⥋ Ixelles Luxembourg                      | Eghezée Centre ⥋ Ixelles Luxembourg                                                       | Eghezée Centre ⥋ Ixelles Luxembourg                      | Eghezée Centre ⥋ Ixelles Luxembourg                      | Eghezée Centre ⥋ Ixelles Luxembourg                      | Eghezée Centre ⥋ Ixelles Luxembourg                      |
| E        | Ouverture / Fermeture — / 30 septembre 2020                           | Longueur —                                               | Durée —                                                  | Nb. d’arrêts —                                           | Matériel MAN A21 MAN A23 Iveco Crossway LE Mercedes-Benz Citaro C2                        | Jours de fonctionnement L, Ma, Me, J, V, S, D            | Jour / Soir / Nuit / Fêtes O / O / N / N                 | Voy. / an —                                              | Dépôt Pullman Bus sprl                                   |
| E        | Desserte : Eghezée - Perwez - Wavre - Auderghem                       |                                                          |                                                          |                                                          |                                                                                           |                                                          |                                                          |                                                          |                                                          |
| E        | Autre : Renumérotée ligne 543 le 1er Octobre 2020                     |                                                          |                                                          |                                                          |                                                                                           |                                                          |                                                          |                                                          |                                                          |
| E        | Dernière actualisation : —                                            |                                                          |                                                          |                                                          |                                                                                           |                                                          |                                                          |                                                          |                                                          |
| Rapido 1 | Jodoigne Gare d'Autobus ⥋ Ottignies Gare                              | Jodoigne Gare d'Autobus ⥋ Ottignies Gare                 | Jodoigne Gare d'Autobus ⥋ Ottignies Gare                 | Jodoigne Gare d'Autobus ⥋ Ottignies Gare                 | Jodoigne Gare d'Autobus ⥋ Ottignies Gare                                                  | Jodoigne Gare d'Autobus ⥋ Ottignies Gare                 | Jodoigne Gare d'Autobus ⥋ Ottignies Gare                 | Jodoigne Gare d'Autobus ⥋ Ottignies Gare                 | Jodoigne Gare d'Autobus ⥋ Ottignies Gare                 |
| Rapido 1 | Ouverture / Fermeture 1997 / 30/09/2020                               | Longueur 34,1 km                                         | Durée 45-47 min                                          | Nb. d’arrêts 19                                          | Matériel Irizar I4 15M                                                                    | Jours de fonctionnement L, Ma, Me, J, V, S               | Jour / Soir / Nuit / Fêtes O / O / N / O                 | Voy. / an 324 696                                        | Dépôt Jodoigne                                           |
| Rapido 1 | Desserte : Jodoigne - Louvain-la-Neuve - Ottignies                    |                                                          |                                                          |                                                          |                                                                                           |                                                          |                                                          |                                                          |                                                          |
| Rapido 1 | Autre : Renumérotée ligne E1 le 1/10/2020                             |                                                          |                                                          |                                                          |                                                                                           |                                                          |                                                          |                                                          |                                                          |
| Rapido 1 | Dernière actualisation : —                                            |                                                          |                                                          |                                                          |                                                                                           |                                                          |                                                          |                                                          |                                                          |
| Rapido 2 | Tubize Gare ⥋ Nivelles Gare                                           | Tubize Gare ⥋ Nivelles Gare                              | Tubize Gare ⥋ Nivelles Gare                              | Tubize Gare ⥋ Nivelles Gare                              | Tubize Gare ⥋ Nivelles Gare                                                               | Tubize Gare ⥋ Nivelles Gare                              | Tubize Gare ⥋ Nivelles Gare                              | Tubize Gare ⥋ Nivelles Gare                              | Tubize Gare ⥋ Nivelles Gare                              |
| Rapido 2 | Ouverture / Fermeture 1997 / 1/10/2020                                | Longueur 19,7 km                                         | Durée 30 min                                             | Nb. d’arrêts 10-11                                       | Matériel Iveco Crossway                                                                   | Jours de fonctionnement L, Ma, Me, J, V                  | Jour / Soir / Nuit / Fêtes O / O / N / O                 | Voy. / an 51 708                                         | Dépôt Naway Autobus sprl                                 |
| Rapido 2 | Desserte : Nivelles - Braine-le-Château - Tubize                      |                                                          |                                                          |                                                          |                                                                                           |                                                          |                                                          |                                                          |                                                          |
| Rapido 2 | Autre : Renumérotée ligne E2 le 1/10/2020                             |                                                          |                                                          |                                                          |                                                                                           |                                                          |                                                          |                                                          |                                                          |
| Rapido 2 | Dernière actualisation : —                                            |                                                          |                                                          |                                                          |                                                                                           |                                                          |                                                          |                                                          |                                                          |
| Rapido 3 | Braine-l'Alleud Gare ⥋ Louvain-la-Neuve Gare d'Autobus                | Braine-l'Alleud Gare ⥋ Louvain-la-Neuve Gare d'Autobus   | Braine-l'Alleud Gare ⥋ Louvain-la-Neuve Gare d'Autobus   | Braine-l'Alleud Gare ⥋ Louvain-la-Neuve Gare d'Autobus   | Braine-l'Alleud Gare ⥋ Louvain-la-Neuve Gare d'Autobus                                    | Braine-l'Alleud Gare ⥋ Louvain-la-Neuve Gare d'Autobus   | Braine-l'Alleud Gare ⥋ Louvain-la-Neuve Gare d'Autobus   | Braine-l'Alleud Gare ⥋ Louvain-la-Neuve Gare d'Autobus   | Braine-l'Alleud Gare ⥋ Louvain-la-Neuve Gare d'Autobus   |
| Rapido 3 | Ouverture / Fermeture 1999 / 30/09/2020                               | Longueur 27,9 km                                         | Durée 35 min                                             | Nb. d’arrêts 9-10                                        | Matériel Mercedes-Benz Intouro II                                                         | Jours de fonctionnement L, Ma, Me, J, V, S               | Jour / Soir / Nuit / Fêtes O / O / N / O                 | Voy. / an 167 700                                        | Dépôt Picavet & Cie S.A.                                 |
| Rapido 3 | Desserte : Braine-l'Alleud - Genappe - Louvain-la-Neuve               |                                                          |                                                          |                                                          |                                                                                           |                                                          |                                                          |                                                          |                                                          |
| Rapido 3 | Autre : Renumérotée ligne E3 le 1/10/2020                             |                                                          |                                                          |                                                          |                                                                                           |                                                          |                                                          |                                                          |                                                          |
| Rapido 3 | Dernière actualisation : —                                            |                                                          |                                                          |                                                          |                                                                                           |                                                          |                                                          |                                                          |                                                          |
| Rapido 4 | Nivelles Gare ⥋ Louvain-la-Neuve Gare d'Autobus                       | Nivelles Gare ⥋ Louvain-la-Neuve Gare d'Autobus          | Nivelles Gare ⥋ Louvain-la-Neuve Gare d'Autobus          | Nivelles Gare ⥋ Louvain-la-Neuve Gare d'Autobus          | Nivelles Gare ⥋ Louvain-la-Neuve Gare d'Autobus                                           | Nivelles Gare ⥋ Louvain-la-Neuve Gare d'Autobus          | Nivelles Gare ⥋ Louvain-la-Neuve Gare d'Autobus          | Nivelles Gare ⥋ Louvain-la-Neuve Gare d'Autobus          | Nivelles Gare ⥋ Louvain-la-Neuve Gare d'Autobus          |
| Rapido 4 | Ouverture / Fermeture 2003 / 30/09/2020                               | Longueur 26,6 km                                         | Durée 30-35 min                                          | Nb. d’arrêts 7                                           | Matériel Irizar I4 15m Mercedes-Benz Citaro G C2 Volvo 8900                               | Jours de fonctionnement L, Ma, Me, J, V, S               | Jour / Soir / Nuit / Fêtes O / O / N / O                 | Voy. / an 236 844                                        | Dépôt Baulers                                            |
| Rapido 4 | Desserte : Nivelles - Genappe - Louvain-la-Neuve                      |                                                          |                                                          |                                                          |                                                                                           |                                                          |                                                          |                                                          |                                                          |
| Rapido 4 | Autre : Renumérotée ligne E4 le 1/10/2020                             |                                                          |                                                          |                                                          |                                                                                           |                                                          |                                                          |                                                          |                                                          |
| Rapido 4 | Dernière actualisation : —                                            |                                                          |                                                          |                                                          |                                                                                           |                                                          |                                                          |                                                          |                                                          |
| Rapido 5 | Tirlemont gare ⥋ Jodoigne Gare d'Autobus                              | Tirlemont gare ⥋ Jodoigne Gare d'Autobus                 | Tirlemont gare ⥋ Jodoigne Gare d'Autobus                 | Tirlemont gare ⥋ Jodoigne Gare d'Autobus                 | Tirlemont gare ⥋ Jodoigne Gare d'Autobus                                                  | Tirlemont gare ⥋ Jodoigne Gare d'Autobus                 | Tirlemont gare ⥋ Jodoigne Gare d'Autobus                 | Tirlemont gare ⥋ Jodoigne Gare d'Autobus                 | Tirlemont gare ⥋ Jodoigne Gare d'Autobus                 |
| Rapido 5 | Ouverture / Fermeture 2003 / 30/09/2020                               | Longueur 12,4 km                                         | Durée 22 min                                             | Nb. d’arrêts 16                                          | Matériel Irizar I4 12M                                                                    | Jours de fonctionnement L, Ma, Me, J, V                  | Jour / Soir / Nuit / Fêtes O / O / N / N                 | Voy. / an —                                              | Dépôt Jodoigne                                           |
| Rapido 5 | Desserte : Tirlemont - Jodoigne                                       |                                                          |                                                          |                                                          |                                                                                           |                                                          |                                                          |                                                          |                                                          |
| Rapido 5 | Autre : Renumérotée ligne 5 le 1/10/2020                              |                                                          |                                                          |                                                          |                                                                                           |                                                          |                                                          |                                                          |                                                          |
| Rapido 5 | Dernière actualisation : —                                            |                                                          |                                                          |                                                          |                                                                                           |                                                          |                                                          |                                                          |                                                          |
| Rapido 6 | Mille ⥋ Louvain-la-Neuve Gare d'Autobus                               | Mille ⥋ Louvain-la-Neuve Gare d'Autobus                  | Mille ⥋ Louvain-la-Neuve Gare d'Autobus                  | Mille ⥋ Louvain-la-Neuve Gare d'Autobus                  | Mille ⥋ Louvain-la-Neuve Gare d'Autobus                                                   | Mille ⥋ Louvain-la-Neuve Gare d'Autobus                  | Mille ⥋ Louvain-la-Neuve Gare d'Autobus                  | Mille ⥋ Louvain-la-Neuve Gare d'Autobus                  | Mille ⥋ Louvain-la-Neuve Gare d'Autobus                  |
| Rapido 6 | Ouverture / Fermeture 2007 / 30/09/2020                               | Longueur —                                               | Durée 45 min                                             | Nb. d’arrêts 34                                          | Matériel Irizar I4 12M                                                                    | Jours de fonctionnement L, Ma, Me, J, V                  | Jour / Soir / Nuit / Fêtes O / O / N / N                 | Voy. / an —                                              | Dépôt Jodoigne                                           |
| Rapido 6 | Desserte : Mille - Grez-Doiceau - Louvain-la-Neuve                    |                                                          |                                                          |                                                          |                                                                                           |                                                          |                                                          |                                                          |                                                          |
| Rapido 6 | Autre : Renumérotée ligne 6 le 1 octobre 2020                         |                                                          |                                                          |                                                          |                                                                                           |                                                          |                                                          |                                                          |                                                          |
| Rapido 6 | Dernière actualisation : —                                            |                                                          |                                                          |                                                          |                                                                                           |                                                          |                                                          |                                                          |                                                          |
| W05      | Nivelles Zoning Nord ⥋ Namur Gare des bus                             | Nivelles Zoning Nord ⥋ Namur Gare des bus                | Nivelles Zoning Nord ⥋ Namur Gare des bus                | Nivelles Zoning Nord ⥋ Namur Gare des bus                | Nivelles Zoning Nord ⥋ Namur Gare des bus                                                 | Nivelles Zoning Nord ⥋ Namur Gare des bus                | Nivelles Zoning Nord ⥋ Namur Gare des bus                | Nivelles Zoning Nord ⥋ Namur Gare des bus                | Nivelles Zoning Nord ⥋ Namur Gare des bus                |
| W05      | Ouverture / Fermeture 29 avril 2019 / 30 septembre 2020               | Longueur 46,095 km                                       | Durée 65-70 min                                          | Nb. d’arrêts 15                                          | Matériel Mercedes-Benz O 633L Intouro L Mercedes-Benz O 550 Integro L II Irisbus Arway 15 | Jours de fonctionnement L, Ma, Me, J, V, S               | Jour / Soir / Nuit / Fêtes O / O / N / N                 | Voy. / an 143 316                                        | Dépôt Ets. Fr. Cardona et Deltenre S.A.                  |
| W05      | Desserte : Nivelles - Sombreffe - Namur                               |                                                          |                                                          |                                                          |                                                                                           |                                                          |                                                          |                                                          |                                                          |
| W05      | Autre : Renumérotée ligne E5 le 1/10/2020                             |                                                          |                                                          |                                                          |                                                                                           |                                                          |                                                          |                                                          |                                                          |
| W05      | Dernière actualisation : —                                            |                                                          |                                                          |                                                          |                                                                                           |                                                          |                                                          |                                                          |                                                          |
| W06      | Braine l'Alleud ⥋ Louvain-la-Neuve                                    | Braine l'Alleud ⥋ Louvain-la-Neuve                       | Braine l'Alleud ⥋ Louvain-la-Neuve                       | Braine l'Alleud ⥋ Louvain-la-Neuve                       | Braine l'Alleud ⥋ Louvain-la-Neuve                                                        | Braine l'Alleud ⥋ Louvain-la-Neuve                       | Braine l'Alleud ⥋ Louvain-la-Neuve                       | Braine l'Alleud ⥋ Louvain-la-Neuve                       | Braine l'Alleud ⥋ Louvain-la-Neuve                       |
| W06      | Ouverture / Fermeture 29 avril 2019 / 1er avril 2020                  | Longueur —                                               | Durée —                                                  | Nb. d’arrêts —                                           | Matériel Mercedes-Benz O 633L Intouro L Mercedes-Benz O 550 Integro L II Irisbus Arway 15 | Jours de fonctionnement L, Ma, Me, J, V, S               | Jour / Soir / Nuit / Fêtes O / O / N / N                 | Voy. / an 143 316                                        | Dépôt Ets. Fr. Cardona et Deltenre S.A.                  |
| W06      | Desserte : Braine l'Alleud - Louvain-la-Neuve                         |                                                          |                                                          |                                                          |                                                                                           |                                                          |                                                          |                                                          |                                                          |
| W06      | Autre :                                                               |                                                          |                                                          |                                                          |                                                                                           |                                                          |                                                          |                                                          |                                                          |
| W06      | Dernière actualisation : —                                            |                                                          |                                                          |                                                          |                                                                                           |                                                          |                                                          |                                                          |                                                          |

### Autres sociétés de transport en commun régional
- Opérateur de Transport de Wallonie (Namur)
- TEC Charleroi (Charleroi)
- TEC Hainaut (Mons)
- TEC Liège-Verviers (Liège)
- TEC Namur-Luxembourg (Namur)
- De Lijn (Malines)
- STIB (Bruxelles)